# Llista de topònims de Montferrer i Castellbò
Llista de topònims (noms propis de lloc) del municipi de Montferrer i Castellbò, a l'Alt Urgell
Informació actualitzada per un bot. Els canvis manuals es perdran quan s'actualitzi!

## borda
| imatge | Nom                     | Ubicat a               | instància de | Detalls       | coordenades                                                         | Protecció | Commons (més fotos) | Dades a WD                    |
| ------ | ----------------------- | ---------------------- | ------------ | ------------- | ------------------------------------------------------------------- | --------- | ------------------- | ----------------------------- |
|        | Borda Casavella         | Montferrer i Castellbò | borda        |               | 42° 20′ 23″ N, 1° 25′ 44″ E / 42.3396161514616°N,1.42878041730742°E |           |                     | Modifica les dades a Wikidata |
|        | Borda Curt              | Montferrer i Castellbò | borda        |               | 42° 26′ 48″ N, 1° 15′ 21″ E / 42.4465610998122°N,1.25583835874605°E |           |                     | Modifica les dades a Wikidata |
|        | Borda Marc              | Montferrer i Castellbò | borda        |               | 42° 22′ 18″ N, 1° 25′ 19″ E / 42.3715755640971°N,1.42206918824035°E |           |                     | Modifica les dades a Wikidata |
|        | Borda Roca              | Montferrer i Castellbò | borda        |               | 42° 23′ 52″ N, 1° 23′ 28″ E / 42.3976676263852°N,1.39114925350337°E |           |                     | Modifica les dades a Wikidata |
|        | Borda Sabater           | Montferrer i Castellbò | borda        |               | 42° 20′ 15″ N, 1° 24′ 57″ E / 42.3375188732733°N,1.41577145499213°E |           |                     | Modifica les dades a Wikidata |
|        | Borda el Perles         | Montferrer i Castellbò | borda        |               | 42° 21′ 33″ N, 1° 17′ 56″ E / 42.3591976623749°N,1.29900825008921°E |           |                     | Modifica les dades a Wikidata |
|        | Cal Caser               | Montferrer i Castellbò | borda        |               | 42° 20′ 05″ N, 1° 15′ 07″ E / 42.3346609649399°N,1.25197954637409°E |           |                     | Modifica les dades a Wikidata |
|        | Cal Cuenca              | Montferrer i Castellbò | borda        |               | 42° 20′ 21″ N, 1° 25′ 13″ E / 42.3392301660804°N,1.42035343815274°E |           |                     | Modifica les dades a Wikidata |
|        | Cal Pepo                | Montferrer i Castellbò | borda        |               | 42° 20′ 09″ N, 1° 25′ 00″ E / 42.3358034325099°N,1.4167613107693°E  |           |                     | Modifica les dades a Wikidata |
|        | Corral de l'Almella     | Montferrer i Castellbò | borda        |               | 42° 24′ 26″ N, 1° 21′ 47″ E / 42.407303934941°N,1.363171790006°E    |           |                     | Modifica les dades a Wikidata |
|        | Era del Lleïr           | Montferrer i Castellbò | borda        |               | 42° 24′ 44″ N, 1° 20′ 40″ E / 42.4121314654364°N,1.34440367025551°E |           |                     | Modifica les dades a Wikidata |
|        | borda de Castellnovet   | Montferrer i Castellbò | borda        |               | 42° 21′ 22″ N, 1° 22′ 32″ E / 42.356146154114°N,1.3754282966923°E   |           |                     | Modifica les dades a Wikidata |
|        | borda de Santa Eugínia  | Montferrer i Castellbò | borda        |               | 42° 23′ 09″ N, 1° 26′ 03″ E / 42.385782070238°N,1.4341885363956°E   |           |                     | Modifica les dades a Wikidata |
|        | borda de l'Obac         | Montferrer i Castellbò | borda        |               | 42° 24′ 08″ N, 1° 22′ 15″ E / 42.4022539929084°N,1.37092196992675°E |           |                     | Modifica les dades a Wikidata |
|        | borda de les Cabanelles | Montferrer i Castellbò | borda        |               | 42° 22′ 14″ N, 1° 19′ 55″ E / 42.3704793919342°N,1.33193234732879°E |           |                     | Modifica les dades a Wikidata |
|        | borda del Domingo       | Montferrer i Castellbò | borda        |               | 42° 20′ 00″ N, 1° 24′ 57″ E / 42.3332850937421°N,1.41569567224498°E |           |                     | Modifica les dades a Wikidata |
|        | borda del Magí          | Montferrer i Castellbò | borda        |               | 42° 21′ 29″ N, 1° 22′ 29″ E / 42.3580974386187°N,1.37462539387942°E |           |                     | Modifica les dades a Wikidata |
|        | borda del Maró          | Montferrer i Castellbò | borda        |               | 42° 21′ 48″ N, 1° 22′ 31″ E / 42.363348064727°N,1.3752427140972°E   |           |                     | Modifica les dades a Wikidata |
|        | borda del Montserrat    | Montferrer i Castellbò | borda        |               | 42° 24′ 02″ N, 1° 19′ 28″ E / 42.400440717195°N,1.3244682437941°E   |           |                     | Modifica les dades a Wikidata |
|        | borda del Salvador      | Montferrer i Castellbò | borda        |               | 42° 23′ 31″ N, 1° 22′ 06″ E / 42.392069328974°N,1.3684274196259°E   |           |                     | Modifica les dades a Wikidata |
|        | borda del Vaquita       | Montferrer i Castellbò | borda        |               | 42° 20′ 00″ N, 1° 25′ 01″ E / 42.3333123667267°N,1.41701801173268°E |           |                     | Modifica les dades a Wikidata |
|        | bordes del Jan del Forn | Montferrer i Castellbò | borda        |               | 42° 21′ 34″ N, 1° 22′ 29″ E / 42.3594751610009°N,1.37461416372396°E |           |                     | Modifica les dades a Wikidata |
|        | cortal d'Arques         | Montferrer i Castellbò | borda        |               | 42° 24′ 48″ N, 1° 21′ 24″ E / 42.4132697359751°N,1.35653909653502°E |           |                     | Modifica les dades a Wikidata |
|        | cortal d'en Gramós      | Montferrer i Castellbò | borda        | Estat: ruïnós | 42° 24′ 08″ N, 1° 16′ 08″ E / 42.402333°N,1.268839°E 1680 msnm      |           | Cortal d'en Gramós  | Modifica les dades a Wikidata |
|        | cortal de Cabrera       | Montferrer i Castellbò | borda        |               | 42° 25′ 43″ N, 1° 21′ 32″ E / 42.428506703895°N,1.35900987801057°E  |           |                     | Modifica les dades a Wikidata |
|        | cortal de Llinars       | Montferrer i Castellbò | borda        |               | 42° 22′ 10″ N, 1° 16′ 20″ E / 42.3693265526709°N,1.27234448392279°E |           |                     | Modifica les dades a Wikidata |
|        | cortal de Sobils        | Montferrer i Castellbò | borda        |               | 42° 23′ 13″ N, 1° 21′ 19″ E / 42.3870071742989°N,1.35514716025375°E |           |                     | Modifica les dades a Wikidata |
|        | cortal de l'Andreu      | Montferrer i Castellbò | borda        |               | 42° 22′ 14″ N, 1° 17′ 49″ E / 42.3704866389739°N,1.29690615009159°E |           |                     | Modifica les dades a Wikidata |
|        | cortal de l'Arnau       | Montferrer i Castellbò | borda        |               | 42° 24′ 37″ N, 1° 20′ 05″ E / 42.4104055644617°N,1.33467833405268°E |           |                     | Modifica les dades a Wikidata |
|        | cortal de l'Hoste       | Montferrer i Castellbò | borda        |               | 42° 22′ 54″ N, 1° 16′ 17″ E / 42.3818047827082°N,1.2715042946313°E  |           |                     | Modifica les dades a Wikidata |
|        | cortal de l'Orri        | Montferrer i Castellbò | borda        |               | 42° 26′ 06″ N, 1° 20′ 49″ E / 42.4351317258869°N,1.34688623087816°E |           |                     | Modifica les dades a Wikidata |
|        | cortal de les Planes    | Montferrer i Castellbò | borda        |               | 42° 22′ 44″ N, 1° 16′ 43″ E / 42.378903923055°N,1.27861672639448°E  |           |                     | Modifica les dades a Wikidata |
|        | cortal del Batral       | Montferrer i Castellbò | borda        |               | 42° 20′ 50″ N, 1° 21′ 50″ E / 42.3471901660047°N,1.36377365915642°E |           |                     | Modifica les dades a Wikidata |
|        | cortal del Burró        | Montferrer i Castellbò | borda        |               | 42° 25′ 11″ N, 1° 17′ 44″ E / 42.4196196790156°N,1.29556461422426°E |           |                     | Modifica les dades a Wikidata |
|        | cortal del Castilló     | Montferrer i Castellbò | borda        |               | 42° 23′ 23″ N, 1° 16′ 23″ E / 42.389769952788°N,1.27297436957415°E  |           |                     | Modifica les dades a Wikidata |
|        | cortal del Cerqueda     | Montferrer i Castellbò | borda        |               | 42° 24′ 05″ N, 1° 22′ 31″ E / 42.4015042974667°N,1.37520635561765°E |           |                     | Modifica les dades a Wikidata |
|        | cortal del Fiter        | Montferrer i Castellbò | borda        |               | 42° 21′ 16″ N, 1° 16′ 19″ E / 42.3544703704151°N,1.27196234377536°E |           |                     | Modifica les dades a Wikidata |
|        | cortal del Font         | Montferrer i Castellbò | borda        |               | 42° 25′ 21″ N, 1° 18′ 27″ E / 42.422534384557°N,1.30750692323309°E  |           |                     | Modifica les dades a Wikidata |
|        | cortal del Fontestà     | Montferrer i Castellbò | borda        |               | 42° 21′ 50″ N, 1° 21′ 49″ E / 42.3639213548661°N,1.36366734648765°E |           |                     | Modifica les dades a Wikidata |
|        | cortal del Gineró       | Montferrer i Castellbò | borda        |               | 42° 25′ 12″ N, 1° 18′ 32″ E / 42.4198810369691°N,1.3089517588067°E  |           |                     | Modifica les dades a Wikidata |
|        | cortal del Grabiel      | Montferrer i Castellbò | borda        |               | 42° 22′ 49″ N, 1° 22′ 04″ E / 42.3804054547151°N,1.36770934161426°E |           |                     | Modifica les dades a Wikidata |
|        | cortal del Lleix        | Montferrer i Castellbò | borda        |               | 42° 21′ 29″ N, 1° 15′ 29″ E / 42.3581681600281°N,1.25804279662882°E |           |                     | Modifica les dades a Wikidata |
|        | cortal del Llosar       | Montferrer i Castellbò | borda        |               | 42° 19′ 52″ N, 1° 14′ 57″ E / 42.3311594126122°N,1.24913930221356°E |           |                     | Modifica les dades a Wikidata |
|        | cortal del Maró         | Montferrer i Castellbò | borda        |               | 42° 23′ 36″ N, 1° 20′ 21″ E / 42.393451140067°N,1.3392333497917°E   |           |                     | Modifica les dades a Wikidata |
|        | cortal del Miravall     | Montferrer i Castellbò | borda        |               | 42° 25′ 14″ N, 1° 18′ 27″ E / 42.4204358263954°N,1.30749045181497°E |           |                     | Modifica les dades a Wikidata |
|        | cortal del Noves        | Montferrer i Castellbò | borda        |               | 42° 20′ 42″ N, 1° 21′ 44″ E / 42.3451244294539°N,1.36227331129882°E |           |                     | Modifica les dades a Wikidata |
|        | cortal del Roca         | Montferrer i Castellbò | borda        |               | 42° 23′ 50″ N, 1° 23′ 46″ E / 42.3973414799624°N,1.39615130506133°E |           |                     | Modifica les dades a Wikidata |
|        | cortal del Roi          | Montferrer i Castellbò | borda        |               | 42° 25′ 41″ N, 1° 18′ 42″ E / 42.428168749373°N,1.3115738051684°E   |           |                     | Modifica les dades a Wikidata |
|        | cortal del Roquer       | Montferrer i Castellbò | borda        |               | 42° 21′ 04″ N, 1° 14′ 12″ E / 42.3510873512139°N,1.23668782907108°E |           |                     | Modifica les dades a Wikidata |
|        | cortal del Vives        | Montferrer i Castellbò | borda        |               | 42° 22′ 03″ N, 1° 19′ 39″ E / 42.3674804432°N,1.32760330786745°E    |           |                     | Modifica les dades a Wikidata |
|        | cortals de l'Obac       | Montferrer i Castellbò | borda        |               | 42° 25′ 15″ N, 1° 21′ 22″ E / 42.4208740638311°N,1.3561581475946°E  |           |                     | Modifica les dades a Wikidata |
|        | cortals del Castellnou  | Montferrer i Castellbò | borda        |               | 42° 21′ 21″ N, 1° 20′ 52″ E / 42.3558861021027°N,1.34782395349641°E |           |                     | Modifica les dades a Wikidata |
|        | cortals del Salmons     | Montferrer i Castellbò | borda        |               | 42° 23′ 07″ N, 1° 18′ 52″ E / 42.38526173144°N,1.31435182966107°E   |           |                     | Modifica les dades a Wikidata |
|        | el Corralot             | Montferrer i Castellbò | borda        |               | 42° 22′ 24″ N, 1° 19′ 28″ E / 42.3734148424556°N,1.32449446927255°E |           |                     | Modifica les dades a Wikidata |

## castell
| imatge | Nom                  | Ubicat a               | instància de | Detalls                                   | coordenades                                                                             | Protecció                                            | Commons (més fotos)  | Dades a WD                    |
| ------ | -------------------- | ---------------------- | ------------ | ----------------------------------------- | --------------------------------------------------------------------------------------- | ---------------------------------------------------- | -------------------- | ----------------------------- |
|        | Castell de Castellbò | Montferrer i Castellbò | castell      | Estil: arquitectura romànica 11st century | 42° 22′ 28″ N, 1° 21′ 22″ E / 42.374546°N,1.356003°E ca:Plaça Major, Castellbó 848 msnm | bé d'interès cultural bé cultural d'interès nacional | Castell de Castellbó | Modifica les dades a Wikidata |
|        | Roc lo Torrat        | Montferrer i Castellbò | castell      |                                           | 42° 24′ 02″ N, 1° 23′ 03″ E / 42.400477343249°N,1.38410291605436°E 1324 msnm            |                                                      |                      | Modifica les dades a Wikidata |

## edifici
| imatge | Nom                            | Ubicat a               | instància de    | Detalls                          | coordenades                                                   | Protecció                                  | Commons (més fotos)           | Dades a WD                    |
| ------ | ------------------------------ | ---------------------- | --------------- | -------------------------------- | ------------------------------------------------------------- | ------------------------------------------ | ----------------------------- | ----------------------------- |
|        | Cal Gramunt de Castellbò       | Montferrer i Castellbò | edifici         |                                  | 42° 22′ 30″ N, 1° 21′ 20″ E / 42.37506°N,1.35566°E            | bé integrant del patrimoni cultural català |                               | Modifica les dades a Wikidata |
|        | Casa de l'Ermità de la Trobada | Montferrer i Castellbò | edifici         |                                  | 42° 20′ 48″ N, 1° 25′ 27″ E / 42.34676°N,1.4243°E             | bé cultural d'interès local                |                               | Modifica les dades a Wikidata |
|        | Farga de Romadriu              | Montferrer i Castellbò | edifici         | Estil: arquitectura popular      |                                                               | bé integrant del patrimoni cultural català |                               | Modifica les dades a Wikidata |
|        | Farinera de la Trobada         | Montferrer i Castellbò | edifici         | Estil: arquitectura popular 2001 | 42° 20′ 51″ N, 1° 25′ 32″ E / 42.347492°N,1.425653°E          | bé cultural d'interès local                | Antiga farinera de Montferrer | Modifica les dades a Wikidata |
|        | antic ajuntament de Castellbò  | Montferrer i Castellbò | edifici         |                                  | 42° 22′ 27″ N, 1° 21′ 21″ E / 42.37413°N,1.35575°E            | bé integrant del patrimoni cultural català |                               | Modifica les dades a Wikidata |
|        | comanda de Costoja             | Montferrer i Castellbò | edifici comanda |                                  | 42° 20′ 57″ N, 1° 23′ 25″ E / 42.349097°N,1.390346°E 750 msnm |                                            |                               | Modifica les dades a Wikidata |

## entitat singular de població
| imatge | Nom                         | Ubicat a                                        | instància de                                   | Detalls                           | coordenades                                                                     | Protecció                                  | Commons (més fotos)                 | Dades a WD                    |
| ------ | --------------------------- | ----------------------------------------------- | ---------------------------------------------- | --------------------------------- | ------------------------------------------------------------------------------- | ------------------------------------------ | ----------------------------------- | ----------------------------- |
|        | Aeroport de la Seu d'Urgell | Montferrer i Castellbò                          | entitat singular de població                   | 0 hab                             | 42° 20′ 16″ N, 1° 24′ 20″ E / 42.33776527°N,1.40558382°E 800 msnm               |                                            |                                     | Modifica les dades a Wikidata |
|        | Albet                       | Vila i Vall de Castellbò Montferrer i Castellbò | entitat singular de població                   | 15 hab                            | 42° 24′ 22″ N, 1° 19′ 30″ E / 42.40624°N,1.325133°E 1178 msnm                   |                                            | Albet                               | Modifica les dades a Wikidata |
|        | Aravell                     | Montferrer i Castellbò                          | entitat singular de població                   | 221 hab                           | 42° 21′ 35″ N, 1° 24′ 18″ E / 42.359844°N,1.404903°E 746 msnm                   |                                            | Aravell                             | Modifica les dades a Wikidata |
|        | Avellanet                   | Montferrer i Castellbò                          | entitat singular de població                   | 1 hab                             | 42° 21′ 02″ N, 1° 19′ 43″ E / 42.350692°N,1.328508°E 1264 msnm                  |                                            | Avellanet (Montferrer i Castellbò)  | Modifica les dades a Wikidata |
|        | Bellestar                   | Montferrer i Castellbò                          | entitat singular de població                   | 138 hab                           | 42° 22′ 05″ N, 1° 25′ 10″ E / 42.368°N,1.419581°E 793 msnm                      |                                            | Bellestar (Montferrer i Castellbò)  | Modifica les dades a Wikidata |
|        | Canturri                    | Montferrer i Castellbò                          | entitat singular de població                   | 1 hab                             | 42° 22′ 05″ N, 1° 17′ 16″ E / 42.36808°N,1.287834°E 1389 msnm                   |                                            | Canturri                            | Modifica les dades a Wikidata |
|        | Carmeniu                    | Vila i Vall de Castellbò Montferrer i Castellbò | entitat singular de població                   | 1 hab                             | 42° 22′ 07″ N, 1° 20′ 14″ E / 42.36857888888889°N,1.337276111111111°E 1132 msnm |                                            | Carmeniu                            | Modifica les dades a Wikidata |
|        | Cassovall                   | Montferrer i Castellbò                          | entitat singular de població                   | 8 hab                             | 42° 21′ 10″ N, 1° 18′ 40″ E / 42.352847°N,1.311239°E 1125 msnm                  |                                            | Cassovall                           | Modifica les dades a Wikidata |
|        | Castellbò                   | Vila i Vall de Castellbò Montferrer i Castellbò | entitat singular de població                   | 77 hab Superfície: 105.99km²      | 42° 22′ 30″ N, 1° 21′ 22″ E / 42.374951°N,1.356055°E 802 msnm                   |                                            | Castellbò                           | Modifica les dades a Wikidata |
|        | Guils del Cantó             | Montferrer i Castellbò                          | entitat singular de població                   | 24 hab                            | 42° 20′ 46″ N, 1° 16′ 58″ E / 42.346°N,1.28282°E 1407 msnm                      |                                            | Guils del Cantó                     | Modifica les dades a Wikidata |
|        | Montferrer                  | Montferrer i Castellbò                          | entitat singular de població capital municipal | 227 hab                           | 42° 20′ 30″ N, 1° 25′ 40″ E / 42.34171667°N,1.42772778°E 728 msnm               |                                            | Montferrer (Montferrer i Castellbò) | Modifica les dades a Wikidata |
|        | Pallerols del Cantó         | Montferrer i Castellbò                          | entitat singular de població                   | 13 hab                            | 42° 21′ 22″ N, 1° 18′ 44″ E / 42.356053°N,1.3122°E 1249 msnm                    |                                            | Pallerols del Cantó                 | Modifica les dades a Wikidata |
|        | Sallent de Castellbò        | Vila i Vall de Castellbò Montferrer i Castellbò | entitat singular de població                   | 0 hab                             | 42° 24′ 08″ N, 1° 22′ 29″ E / 42.40215833°N,1.37463333°E 1288 msnm              |                                            | Sallent de Castellbò                | Modifica les dades a Wikidata |
|        | Sant Andreu de Castellbò    | Vila i Vall de Castellbò Montferrer i Castellbò | entitat singular de població                   | 12 hab                            | 42° 23′ 43″ N, 1° 18′ 26″ E / 42.39531111°N,1.30711389°E 1346 msnm              |                                            | Sant Andreu de Castellbò            | Modifica les dades a Wikidata |
|        | Sant Joan de l'Erm          | Montferrer i Castellbò                          | entitat singular de població                   | 0 hab                             | 42° 26′ 20″ N, 1° 15′ 28″ E / 42.438883°N,1.257869°E 1704 msnm                  |                                            |                                     | Modifica les dades a Wikidata |
|        | Santa Creu de Castellbò     | Vila i Vall de Castellbò Montferrer i Castellbò | entitat singular de població                   | 19 hab                            | 42° 24′ 19″ N, 1° 18′ 42″ E / 42.405208°N,1.31165°E 1314 msnm                   |                                            | Santa Creu de Castellbò             | Modifica les dades a Wikidata |
|        | Sarcedol                    | Montferrer i Castellbò                          | entitat singular de població                   | 7 hab                             | 42° 21′ 34″ N, 1° 22′ 04″ E / 42.35944°N,1.367787°E 975 msnm                    |                                            |                                     | Modifica les dades a Wikidata |
|        | Saulet                      | Vila i Vall de Castellbò Montferrer i Castellbò | entitat singular de població                   | 1 hab                             | 42° 20′ 24″ N, 1° 19′ 13″ E / 42.340051°N,1.320378°E 930 msnm                   |                                            | Saulet                              | Modifica les dades a Wikidata |
|        | Seix                        | Vila i Vall de Castellbò Montferrer i Castellbò | entitat singular de població                   | 4 hab                             | 42° 24′ 58″ N, 1° 19′ 00″ E / 42.416143°N,1.316762°E 1270 msnm                  |                                            | Seix (Montferrer i Castellbò)       | Modifica les dades a Wikidata |
|        | Sendes                      | Montferrer i Castellbò                          | entitat singular de població                   | 0 hab                             | 42° 24′ 07″ N, 1° 21′ 47″ E / 42.40195833°N,1.36308889°E 1250 msnm              |                                            |                                     | Modifica les dades a Wikidata |
|        | Solanell                    | Vila i Vall de Castellbò Montferrer i Castellbò | entitat singular de població                   | Estil: arquitectura popular 5 hab | 42° 24′ 43″ N, 1° 20′ 38″ E / 42.412011°N,1.343871°E 1219 msnm                  | bé integrant del patrimoni cultural català | Solanell                            | Modifica les dades a Wikidata |
|        | Solans                      | Montferrer i Castellbò                          | entitat singular de població                   | 2 hab                             | 42° 20′ 03″ N, 1° 15′ 08″ E / 42.33424722°N,1.25209722°E 1295 msnm              |                                            |                                     | Modifica les dades a Wikidata |
|        | Turbiàs                     | Vila i Vall de Castellbò Montferrer i Castellbò | entitat singular de població                   | 7 hab                             | 42° 22′ 52″ N, 1° 19′ 19″ E / 42.381225°N,1.32183611°E 1236 msnm                |                                            | Turbiàs                             | Modifica les dades a Wikidata |
|        | Vila-rubla                  | Montferrer i Castellbò                          | entitat singular de població                   | 1 hab                             | 42° 20′ 49″ N, 1° 14′ 13″ E / 42.346984°N,1.236967°E 1452 msnm                  |                                            | Vila-rubla                          | Modifica les dades a Wikidata |
|        | Vilamitjana del Cantó       | Montferrer i Castellbò                          | entitat singular de població                   | 48 hab                            | 42° 20′ 55″ N, 1° 22′ 44″ E / 42.348479°N,1.378848°E 967 msnm                   |                                            |                                     | Modifica les dades a Wikidata |
|        | el Balcó del Pirineu        | Montferrer i Castellbò                          | entitat singular de població                   | 331 hab                           | 42° 20′ 40″ N, 1° 26′ 09″ E / 42.344444°N,1.435833°E 760 msnm                   |                                            | El Balcó del Pirineu                | Modifica les dades a Wikidata |
|        | les Eres                    | Montferrer i Castellbò                          | entitat singular de població                   | 0 hab                             | 42° 23′ 21″ N, 1° 19′ 23″ E / 42.38915556°N,1.32317778°E 1246 msnm              |                                            |                                     | Modifica les dades a Wikidata |

## església
| imatge | Nom                                     | Ubicat a               | instància de      | Detalls                                          | coordenades                                                                    | Protecció                                  | Commons (més fotos)                    | Dades a WD                    |
| ------ | --------------------------------------- | ---------------------- | ----------------- | ------------------------------------------------ | ------------------------------------------------------------------------------ | ------------------------------------------ | -------------------------------------- | ----------------------------- |
|        | Mare de Déu d'Algons                    | Montferrer i Castellbò | església          | Estil: arquitectura popular                      | 42° 23′ 41″ N, 1° 20′ 47″ E / 42.394645°N,1.346275°E                           | bé cultural d'interès local                |                                        | Modifica les dades a Wikidata |
|        | Mare de Déu de la Trobada               | Montferrer i Castellbò | església ermita   | Estil: arquitectura popular arquitectura barroca | 42° 20′ 48″ N, 1° 25′ 27″ E / 42.3467°N,1.42406°E                              | bé cultural d'interès local                | Mare de Déu de la Trobada              | Modifica les dades a Wikidata |
|        | Mare de Déu del Remei de Castellbò      | Montferrer i Castellbò | església          | Estil: arquitectura popular                      | 42° 22′ 25″ N, 1° 21′ 49″ E / 42.3735°N,1.36362°E                              | bé cultural d'interès local                | Mare de Déu del Remei de Castellbò     | Modifica les dades a Wikidata |
|        | Mare de Déu dels Dolors de Cal Porredon | Montferrer i Castellbò | església          | Estil: arquitectura romànica                     | 42° 23′ 06″ N, 1° 25′ 10″ E / 42.3849°N,1.41937°E                              | bé cultural d'interès local                |                                        | Modifica les dades a Wikidata |
|        | Sant Antoni de Cal Gramunt              | Montferrer i Castellbò | església          | Estil: arquitectura popular                      | 42° 22′ 30″ N, 1° 21′ 21″ E / 42.375°N,1.35576°E                               | bé integrant del patrimoni cultural català |                                        | Modifica les dades a Wikidata |
|        | Sant Climent de Saulet                  | Montferrer i Castellbò | església          | Estil: arquitectura popular                      | 42° 20′ 25″ N, 1° 19′ 14″ E / 42.3402°N,1.32045°E                              | bé cultural d'interès local                |                                        | Modifica les dades a Wikidata |
|        | Sant Climent de la Torre                | Montferrer i Castellbò | església          | Estil: arquitectura romànica                     | 42° 23′ 16″ N, 1° 22′ 52″ E / 42.3879°N,1.38101°E                              | bé cultural d'interès local                | Sant Climent de la Torre               | Modifica les dades a Wikidata |
|        | Sant Domingo                            | Montferrer i Castellbò | església capella  | Estat: ruïnós                                    | 42° 24′ 40″ N, 1° 20′ 06″ E / 42.4111654567042°N,1.33491343555488°E 1417 msnm  |                                            |                                        | Modifica les dades a Wikidata |
|        | Sant Esteve d'Aravell                   | Montferrer i Castellbò | església          | Estil: arquitectura popular                      | 42° 21′ 35″ N, 1° 24′ 18″ E / 42.3598°N,1.40489°E                              | bé cultural d'interès local                | Sant Esteve d'Aravell                  | Modifica les dades a Wikidata |
|        | Sant Esteve de Castellins               | Montferrer i Castellbò | església capella  |                                                  | 42° 18′ 25″ N, 1° 19′ 49″ E / 42.3070722279657°N,1.3302470480893°E 870 msnm    | bé integrant del patrimoni cultural català |                                        | Modifica les dades a Wikidata |
|        | Sant Francesc del Mas d'en Roca         | Montferrer i Castellbò | església          | Estil: arquitectura popular                      | 42° 23′ 10″ N, 1° 23′ 48″ E / 42.386156°N,1.396602°E                           | bé cultural d'interès local                |                                        | Modifica les dades a Wikidata |
|        | Sant Fruitós de Carmeniu                | Montferrer i Castellbò | església          | Estil: arquitectura popular                      | 42° 22′ 07″ N, 1° 20′ 15″ E / 42.3687°N,1.33739°E                              | bé cultural d'interès local                | Sant Fruitós de Carmeniu               | Modifica les dades a Wikidata |
|        | Sant Fruitós de Guils del Cantó         | Montferrer i Castellbò | església          | Estil: arquitectura barroca                      | 42° 20′ 45″ N, 1° 17′ 00″ E / 42.3457°N,1.28332°E                              | bé cultural d'interès local                | Sant Fruitós de Guils del Cantó        | Modifica les dades a Wikidata |
|        | Sant Fruitós del Mas d'en Pere          | Montferrer i Castellbò | església          | Estil: arquitectura popular                      | 42° 23′ 14″ N, 1° 20′ 58″ E / 42.387091°N,1.349498°E                           | bé cultural d'interès local                |                                        | Modifica les dades a Wikidata |
|        | Sant Iscle i Santa Victòria de Turbiàs  | Montferrer i Castellbò | església          | Estil: arquitectura popular                      | 42° 22′ 53″ N, 1° 19′ 22″ E / 42.381474°N,1.322727°E                           | bé cultural d'interès local                | Sant Iscle i Santa Victòria de Turbiàs | Modifica les dades a Wikidata |
|        | Sant Joan Baptista                      | Montferrer i Castellbò | església          |                                                  | 42° 20′ 04″ N, 1° 15′ 14″ E / 42.3343282551356°N,1.25378517738002°E            |                                            |                                        | Modifica les dades a Wikidata |
|        | Sant Joan d'Avellanet                   | Montferrer i Castellbò | església          | Estil: arquitectura romànica                     | 42° 21′ 03″ N, 1° 19′ 44″ E / 42.3509°N,1.32891°E                              | bé cultural d'interès local                | Sant Joan d'Avellanet                  | Modifica les dades a Wikidata |
|        | Sant Joan de Campmajor                  | Montferrer i Castellbò | església          | Estil: arquitectura romànica                     | 42° 23′ 20″ N, 1° 25′ 18″ E / 42.388964°N,1.421727°E                           | bé cultural d'interès local                | Sant Joan de Campmajor                 | Modifica les dades a Wikidata |
|        | Sant Joan de l'Erm Nou                  | Montferrer i Castellbò | església          | Arquitecte: Isidre Puig i Boada                  | 42° 24′ 54″ N, 1° 17′ 16″ E / 42.4151°N,1.28765°E                              | bé cultural d'interès local                | Sant Joan de l'Erm Nou                 | Modifica les dades a Wikidata |
|        | Sant Joan de l'Erm Vell                 | Montferrer i Castellbò | església          | Estil: arquitectura popular                      | 42° 26′ 20″ N, 1° 15′ 28″ E / 42.4389°N,1.25789°E                              | bé cultural d'interès local                | Sant Joan de l'Erm Vell                | Modifica les dades a Wikidata |
|        | Sant Julià de Solanell                  | Montferrer i Castellbò | església          | Estil: arquitectura popular                      | 42° 24′ 46″ N, 1° 20′ 40″ E / 42.4129°N,1.34432°E                              | bé cultural d'interès local                |                                        | Modifica les dades a Wikidata |
|        | Sant Marc de Bellestar                  | Montferrer i Castellbò | església ermita   | Estil: arquitectura popular                      | 42° 21′ 42″ N, 1° 24′ 58″ E / 42.361611°N,1.416027°E                           | bé cultural d'interès local                | Sant Marc de Bellestar                 | Modifica les dades a Wikidata |
|        | Sant Martí d'Albet                      | Montferrer i Castellbò | església          | Estil: arquitectura popular                      | 42° 24′ 21″ N, 1° 19′ 31″ E / 42.4057°N,1.32515°E                              | bé cultural d'interès local                | Sant Martí d'Albet                     | Modifica les dades a Wikidata |
|        | Sant Martí del Mas d'en Roqueta         | Montferrer i Castellbò | església          | Estil: arquitectura popular                      | 42° 22′ 01″ N, 1° 24′ 10″ E / 42.367068°N,1.402716°E                           | bé cultural d'interès local                |                                        | Modifica les dades a Wikidata |
|        | Sant Miquel de Solans                   | Montferrer i Castellbò | església          | Estil: arquitectura popular                      | 42° 20′ 12″ N, 1° 14′ 59″ E / 42.3368°N,1.24977°E                              | bé cultural d'interès local                |                                        | Modifica les dades a Wikidata |
|        | Sant Pere de Bellestar                  | Montferrer i Castellbò | església          | Estil: arquitectura popular                      | 42° 22′ 05″ N, 1° 25′ 10″ E / 42.367935°N,1.419575°E                           | bé cultural d'interès local                | Sant Pere de Bellestar                 | Modifica les dades a Wikidata |
|        | Sant Pere de Cassovall                  | Montferrer i Castellbò | església          | Estil: arquitectura popular                      | 42° 21′ 11″ N, 1° 18′ 40″ E / 42.353°N,1.31111°E                               | bé cultural d'interès local                | Sant Pere Cassovall                    | Modifica les dades a Wikidata |
|        | Sant Romà de Pallerols                  | Montferrer i Castellbò | església          | Estil: arquitectura popular                      | 42° 21′ 21″ N, 1° 18′ 45″ E / 42.3559°N,1.31254°E                              | bé cultural d'interès local                | Sant Romà de Pallerols                 | Modifica les dades a Wikidata |
|        | Sant Sadurní de Sallent                 | Montferrer i Castellbò | església          | Estil: arquitectura popular                      | 42° 23′ 59″ N, 1° 23′ 04″ E / 42.39986°N,1.384518°E                            | bé integrant del patrimoni cultural català |                                        | Modifica les dades a Wikidata |
|        | Sant Serni de Seix                      | Montferrer i Castellbò | església          | Estil: arquitectura romànica                     | 42° 24′ 58″ N, 1° 19′ 00″ E / 42.416122°N,1.316739°E                           | bé cultural d'interès local                | Sant Serni de Seix                     | Modifica les dades a Wikidata |
|        | Sant Serni de Vila-rubla                | Montferrer i Castellbò | església          | Estil: arquitectura romànica                     | 42° 20′ 49″ N, 1° 14′ 15″ E / 42.346865°N,1.237423°E                           | bé cultural d'interès local                | Sant Serni de Vila-rubla               | Modifica les dades a Wikidata |
|        | Sant Vicenç de Canturri                 | Montferrer i Castellbò | església          | Estil: arquitectura popular                      | 42° 22′ 05″ N, 1° 17′ 16″ E / 42.368054°N,1.287831°E                           | bé cultural d'interès local                | Sant Vicenç de Canturri                | Modifica les dades a Wikidata |
|        | Sant Vicenç de Montferrer               | Montferrer i Castellbò | església          | Estil: arquitectura popular                      | 42° 20′ 29″ N, 1° 25′ 40″ E / 42.341523°N,1.427769°E                           | bé cultural d'interès local                |                                        | Modifica les dades a Wikidata |
|        | Sant Vicenç de Sendes                   | Montferrer i Castellbò | església          |                                                  | 42° 24′ 06″ N, 1° 21′ 46″ E / 42.4016°N,1.36285°E                              | bé cultural d'interès local                |                                        | Modifica les dades a Wikidata |
|        | Sant Vicenç de les Eres                 | Montferrer i Castellbò | església          |                                                  | 42° 23′ 19″ N, 1° 19′ 27″ E / 42.3887°N,1.32427°E                              | bé cultural d'interès local                |                                        | Modifica les dades a Wikidata |
|        | Santa Cecília d'Elins                   | Montferrer i Castellbò | església monestir | Estil: arquitectura romànica                     | 42° 20′ 56″ N, 1° 18′ 52″ E / 42.3489°N,1.31444°E                              | bé cultural d'interès local                |                                        | Modifica les dades a Wikidata |
|        | Santa Coloma de Vilamitjana             | Montferrer i Castellbò | església          | Estil: arquitectura popular                      | 42° 20′ 55″ N, 1° 22′ 44″ E / 42.348715°N,1.379012°E                           | bé cultural d'interès local                |                                        | Modifica les dades a Wikidata |
|        | Santa Eugènia de Solans                 | Montferrer i Castellbò | església          | Estil: arquitectura popular                      | 42° 19′ 43″ N, 1° 15′ 02″ E / 42.3287°N,1.25056°E                              | bé cultural d'interès local                |                                        | Modifica les dades a Wikidata |
|        | Santa Llúcia d'Aravell                  | Montferrer i Castellbò | església          | Estil: arquitectura romànica                     | 42° 21′ 29″ N, 1° 23′ 48″ E / 42.358085°N,1.396769°E                           | bé cultural d'interès local                | Santa Llúcia d'Aravell                 | Modifica les dades a Wikidata |
|        | Santa Maria de Castellbò                | Montferrer i Castellbò | església          | Estil: arquitectura romànica arquitectura gòtica | 42° 22′ 31″ N, 1° 21′ 21″ E / 42.375174°N,1.355886°E ca:Plaça de l’Església, 1 | bé cultural d'interès local                | Santa Maria de Castellbò               | Modifica les dades a Wikidata |
|        | església de Sant Andreu de Castellbò    | Montferrer i Castellbò | església          | Estil: arquitectura romànica                     | 42° 23′ 44″ N, 1° 18′ 23″ E / 42.3956°N,1.30643°E                              | bé cultural d'interès local                | Església de Sant Andreu de Castellbò   | Modifica les dades a Wikidata |
|        | església de la Santa Creu de Castellbò  | Montferrer i Castellbò | església          | Estil: arquitectura popular                      | 42° 24′ 19″ N, 1° 18′ 42″ E / 42.4053°N,1.31153°E                              | bé cultural d'interès local                | Església de la Santa Creu de Castellbò | Modifica les dades a Wikidata |

## font
| imatge | Nom                       | Ubicat a               | instància de | Detalls | coordenades                                                         | Protecció | Commons (més fotos) | Dades a WD                    |
| ------ | ------------------------- | ---------------------- | ------------ | ------- | ------------------------------------------------------------------- | --------- | ------------------- | ----------------------------- |
|        | font Pallaresa            | Montferrer i Castellbò | font         |         | 42° 26′ 24″ N, 1° 21′ 56″ E / 42.4398739701259°N,1.36546111418516°E |           |                     | Modifica les dades a Wikidata |
|        | font de Cal Serrat        | Montferrer i Castellbò | font         |         | 42° 24′ 06″ N, 1° 25′ 21″ E / 42.4015617262683°N,1.42250865319656°E |           |                     | Modifica les dades a Wikidata |
|        | font de Fornabedre        | Montferrer i Castellbò | font         |         | 42° 22′ 20″ N, 1° 18′ 47″ E / 42.372356115505°N,1.3130699583952°E   |           |                     | Modifica les dades a Wikidata |
|        | font de Prat Veriner      | Montferrer i Castellbò | font         |         | 42° 23′ 14″ N, 1° 17′ 10″ E / 42.3872480354448°N,1.28615137628634°E |           |                     | Modifica les dades a Wikidata |
|        | font de Servosí           | Montferrer i Castellbò | font         |         | 42° 21′ 22″ N, 1° 17′ 39″ E / 42.3562363766064°N,1.29426768954649°E |           |                     | Modifica les dades a Wikidata |
|        | font de l'Avedosa         | Montferrer i Castellbò | font         |         | 42° 23′ 28″ N, 1° 15′ 46″ E / 42.3911108444595°N,1.26278112608516°E |           |                     | Modifica les dades a Wikidata |
|        | font de l'Obra            | Montferrer i Castellbò | font         |         | 42° 20′ 21″ N, 1° 19′ 55″ E / 42.3390319331069°N,1.3319749644392°E  |           |                     | Modifica les dades a Wikidata |
|        | font de l'Oliva           | Montferrer i Castellbò | font         |         | 42° 22′ 08″ N, 1° 14′ 15″ E / 42.368787478833°N,1.23752861488695°E  |           |                     | Modifica les dades a Wikidata |
|        | font de la Coma del Ribal | Montferrer i Castellbò | font         |         | 42° 22′ 56″ N, 1° 15′ 39″ E / 42.3822664882926°N,1.26094787148146°E |           |                     | Modifica les dades a Wikidata |
|        | font de la Guàrdia        | Montferrer i Castellbò | font         |         | 42° 24′ 03″ N, 1° 25′ 09″ E / 42.400886368397°N,1.419232033658°E    |           |                     | Modifica les dades a Wikidata |
|        | font de la Llaguna        | Montferrer i Castellbò | font         |         | 42° 23′ 35″ N, 1° 19′ 37″ E / 42.3931891963806°N,1.32681139361458°E |           |                     | Modifica les dades a Wikidata |
|        | font de les Carboneres    | Montferrer i Castellbò | font         |         | 42° 22′ 39″ N, 1° 15′ 19″ E / 42.3773819366793°N,1.25538610882342°E |           |                     | Modifica les dades a Wikidata |
|        | font del Bosc             | Montferrer i Castellbò | font         |         | 42° 24′ 04″ N, 1° 18′ 14″ E / 42.401037192363°N,1.3037961432882°E   |           |                     | Modifica les dades a Wikidata |
|        | font del Cap del Ras      | Montferrer i Castellbò | font         |         | 42° 26′ 39″ N, 1° 21′ 26″ E / 42.44414348045°N,1.3573492431418°E    |           |                     | Modifica les dades a Wikidata |
|        | font del Corb             | Montferrer i Castellbò | font         |         | 42° 26′ 22″ N, 1° 21′ 40″ E / 42.4393956364945°N,1.36097498688689°E |           |                     | Modifica les dades a Wikidata |
|        | font del Fener            | Montferrer i Castellbò | font         |         | 42° 21′ 29″ N, 1° 19′ 30″ E / 42.3579597799575°N,1.32502664546038°E |           |                     | Modifica les dades a Wikidata |
|        | font del Morilló          | Montferrer i Castellbò | font         |         | 42° 22′ 38″ N, 1° 20′ 45″ E / 42.3773349853296°N,1.34573128269376°E |           |                     | Modifica les dades a Wikidata |
|        | font del Riu              | Montferrer i Castellbò | font         |         | 42° 23′ 41″ N, 1° 18′ 14″ E / 42.3947523346867°N,1.30387997259493°E |           |                     | Modifica les dades a Wikidata |
|        | font dels Pletiuets       | Montferrer i Castellbò | font         |         | 42° 25′ 29″ N, 1° 18′ 14″ E / 42.4247310067142°N,1.30380119989334°E |           |                     | Modifica les dades a Wikidata |

## granja
| imatge | Nom                   | Ubicat a               | instància de | Detalls | coordenades                                                         | Protecció | Commons (més fotos) | Dades a WD                    |
| ------ | --------------------- | ---------------------- | ------------ | ------- | ------------------------------------------------------------------- | --------- | ------------------- | ----------------------------- |
|        | Granges del Tamborino | Montferrer i Castellbò | granja       |         | 42° 21′ 53″ N, 1° 24′ 46″ E / 42.3646583420501°N,1.4128794159141°E  |           |                     | Modifica les dades a Wikidata |
|        | Granja Castro         | Montferrer i Castellbò | granja       |         | 42° 21′ 52″ N, 1° 25′ 22″ E / 42.364551832645°N,1.42277933820517°E  |           |                     | Modifica les dades a Wikidata |
|        | Granja Cinca          | Montferrer i Castellbò | granja       |         | 42° 21′ 05″ N, 1° 24′ 29″ E / 42.3513697638136°N,1.40796881749029°E |           |                     | Modifica les dades a Wikidata |
|        | Granja Navès          | Montferrer i Castellbò | granja       |         | 42° 20′ 10″ N, 1° 25′ 33″ E / 42.3359909444056°N,1.42579968027077°E |           |                     | Modifica les dades a Wikidata |
|        | Granja del Benito     | Montferrer i Castellbò | granja       |         | 42° 21′ 28″ N, 1° 22′ 57″ E / 42.35789241213°N,1.38241405254977°E   |           |                     | Modifica les dades a Wikidata |
|        | Quadra Saia           | Montferrer i Castellbò | granja       |         | 42° 21′ 09″ N, 1° 25′ 14″ E / 42.3524639861922°N,1.42066551120356°E |           |                     | Modifica les dades a Wikidata |

## indret
| imatge | Nom         | Ubicat a               | instància de | Detalls | coordenades                                              | Protecció | Commons (més fotos) | Dades a WD                    |
| ------ | ----------- | ---------------------- | ------------ | ------- | -------------------------------------------------------- | --------- | ------------------- | ----------------------------- |
|        | Benavarre   | Montferrer i Castellbò | indret       |         | 42° 21′ 55″ N, 1° 26′ 12″ E / 42.36523889°N,1.43678056°E |           |                     | Modifica les dades a Wikidata |
|        | Els Inferns | Montferrer i Castellbò | indret       |         | 42° 21′ 15″ N, 1° 25′ 05″ E / 42.354231°N,1.417987°E     |           |                     | Modifica les dades a Wikidata |

## masia
| imatge | Nom                   | Ubicat a               | instància de | Detalls       | coordenades                                                                   | Protecció | Commons (més fotos) | Dades a WD                    |
| ------ | --------------------- | ---------------------- | ------------ | ------------- | ----------------------------------------------------------------------------- | --------- | ------------------- | ----------------------------- |
|        | Aristot d'Avall       | Montferrer i Castellbò | masia        |               | 42° 24′ 01″ N, 1° 21′ 07″ E / 42.4003090136388°N,1.35204147343076°E           |           |                     | Modifica les dades a Wikidata |
|        | Borda Bartomeu        | Montferrer i Castellbò | masia        |               | 42° 21′ 57″ N, 1° 22′ 17″ E / 42.3658408014975°N,1.37134115219755°E           |           |                     | Modifica les dades a Wikidata |
|        | Borda Cordellana      | Montferrer i Castellbò | masia        |               | 42° 22′ 07″ N, 1° 25′ 14″ E / 42.368662969516°N,1.42049043274725°E            |           |                     | Modifica les dades a Wikidata |
|        | Borda Poblador        | Montferrer i Castellbò | masia        |               | 42° 21′ 26″ N, 1° 24′ 34″ E / 42.3571896984166°N,1.40942468551357°E           |           |                     | Modifica les dades a Wikidata |
|        | Ca l'Agustinet        | Montferrer i Castellbò | masia        |               | 42° 21′ 21″ N, 1° 18′ 43″ E / 42.3558568684197°N,1.31182330861932°E           |           |                     | Modifica les dades a Wikidata |
|        | Ca l'Andreu           | Montferrer i Castellbò | masia        |               | 42° 21′ 23″ N, 1° 18′ 42″ E / 42.3563664178188°N,1.31156682233967°E           |           |                     | Modifica les dades a Wikidata |
|        | Ca l'Arnau            | Montferrer i Castellbò | masia        |               | 42° 21′ 20″ N, 1° 18′ 46″ E / 42.3556736523602°N,1.31283600658798°E           |           |                     | Modifica les dades a Wikidata |
|        | Ca l'Esborreït        | Montferrer i Castellbò | masia        |               | 42° 20′ 42″ N, 1° 16′ 59″ E / 42.3451287060113°N,1.28316858447659°E           |           |                     | Modifica les dades a Wikidata |
|        | Ca l'Ignasi           | Montferrer i Castellbò | masia        |               | 42° 20′ 38″ N, 1° 25′ 23″ E / 42.34402°N,1.42305°E                            |           |                     | Modifica les dades a Wikidata |
|        | Ca l'Oliver           | Montferrer i Castellbò | masia        |               | 42° 24′ 21″ N, 1° 19′ 29″ E / 42.4059289240936°N,1.32473509268356°E           |           |                     | Modifica les dades a Wikidata |
|        | Ca l'Osset            | Montferrer i Castellbò | masia        |               | 42° 21′ 10″ N, 1° 18′ 39″ E / 42.3527884970683°N,1.31077628740698°E           |           |                     | Modifica les dades a Wikidata |
|        | Ca l'Ovejo            | Montferrer i Castellbò | masia        |               | 42° 22′ 14″ N, 1° 25′ 10″ E / 42.3704934516299°N,1.41935150997752°E           |           |                     | Modifica les dades a Wikidata |
|        | Cal Baladric          | Montferrer i Castellbò | masia        |               | 42° 24′ 19″ N, 1° 18′ 43″ E / 42.4052627006144°N,1.31185991901295°E           |           |                     | Modifica les dades a Wikidata |
|        | Cal Barral            | Montferrer i Castellbò | masia        |               | 42° 20′ 56″ N, 1° 22′ 44″ E / 42.3488452398078°N,1.37884602253384°E           |           |                     | Modifica les dades a Wikidata |
|        | Cal Bartomeu          | Montferrer i Castellbò | masia        |               | 42° 24′ 06″ N, 1° 21′ 46″ E / 42.401779495801°N,1.36290243177226°E            |           |                     | Modifica les dades a Wikidata |
|        | Cal Batllevell        | Montferrer i Castellbò | masia        |               | 42° 20′ 18″ N, 1° 25′ 11″ E / 42.3384552359331°N,1.41966878653694°E           |           |                     | Modifica les dades a Wikidata |
|        | Cal Berén             | Montferrer i Castellbò | masia        |               | 42° 21′ 03″ N, 1° 19′ 41″ E / 42.3508824020097°N,1.32818920616005°E           |           |                     | Modifica les dades a Wikidata |
|        | Cal Bigordà           | Montferrer i Castellbò | masia        |               | 42° 21′ 06″ N, 1° 25′ 14″ E / 42.3517779426626°N,1.42054913564509°E           |           |                     | Modifica les dades a Wikidata |
|        | Cal Borrell           | Montferrer i Castellbò | masia        |               | 42° 24′ 43″ N, 1° 20′ 40″ E / 42.411887878166°N,1.34437361949026°E            |           |                     | Modifica les dades a Wikidata |
|        | Cal Borrell           | Montferrer i Castellbò | masia        |               | 42° 23′ 59″ N, 1° 23′ 03″ E / 42.3997231923863°N,1.38426807886787°E           |           |                     | Modifica les dades a Wikidata |
|        | Cal Bringuer          | Montferrer i Castellbò | masia        |               | 42° 20′ 39″ N, 1° 25′ 46″ E / 42.3440911545378°N,1.42937308214647°E           |           |                     | Modifica les dades a Wikidata |
|        | Cal Bru               | Montferrer i Castellbò | masia        |               | 42° 21′ 33″ N, 1° 22′ 03″ E / 42.3591748144682°N,1.3674212310757°E            |           |                     | Modifica les dades a Wikidata |
|        | Cal Cadena            | Montferrer i Castellbò | masia        |               | 42° 24′ 01″ N, 1° 23′ 02″ E / 42.400231194493°N,1.3838905206353°E             |           |                     | Modifica les dades a Wikidata |
|        | Cal Call              | Montferrer i Castellbò | masia        |               | 42° 21′ 11″ N, 1° 18′ 35″ E / 42.3529997760457°N,1.30983572743629°E           |           |                     | Modifica les dades a Wikidata |
|        | Cal Caminal           | Montferrer i Castellbò | masia        |               | 42° 20′ 27″ N, 1° 25′ 40″ E / 42.3408455517608°N,1.4278029366625°E            |           |                     | Modifica les dades a Wikidata |
|        | Cal Canalets          | Montferrer i Castellbò | masia        |               | 42° 20′ 12″ N, 1° 25′ 00″ E / 42.3367380366174°N,1.41661647651962°E           |           |                     | Modifica les dades a Wikidata |
|        | Cal Capdeví           | Montferrer i Castellbò | masia        |               | 42° 21′ 24″ N, 1° 18′ 40″ E / 42.3567661521071°N,1.31119184984035°E           |           |                     | Modifica les dades a Wikidata |
|        | Cal Cargol            | Montferrer i Castellbò | masia        |               | 42° 21′ 00″ N, 1° 15′ 33″ E / 42.349934608831°N,1.2590359903896°E             |           |                     | Modifica les dades a Wikidata |
|        | Cal Caselles          | Montferrer i Castellbò | masia        |               | 42° 21′ 38″ N, 1° 24′ 17″ E / 42.3605117653198°N,1.4048115152391°E            |           |                     | Modifica les dades a Wikidata |
|        | Cal Caser             | Montferrer i Castellbò | masia        |               | 42° 19′ 56″ N, 1° 15′ 18″ E / 42.3321743041188°N,1.25486433070846°E           |           |                     | Modifica les dades a Wikidata |
|        | Cal Castellnou        | Montferrer i Castellbò | masia        |               | 42° 22′ 07″ N, 1° 20′ 12″ E / 42.3686840202828°N,1.33666767975457°E           |           |                     | Modifica les dades a Wikidata |
|        | Cal Castellà          | Montferrer i Castellbò | masia        |               | 42° 21′ 09″ N, 1° 18′ 39″ E / 42.352554082408°N,1.31075828343066°E            |           |                     | Modifica les dades a Wikidata |
|        | Cal Cotè              | Montferrer i Castellbò | masia        |               | 42° 20′ 55″ N, 1° 22′ 47″ E / 42.3485425064986°N,1.37972793728881°E           |           |                     | Modifica les dades a Wikidata |
|        | Cal Damià             | Montferrer i Castellbò | masia        |               | 42° 23′ 59″ N, 1° 23′ 10″ E / 42.3998°N,1.38621°E 1300 msnm                   |           |                     | Modifica les dades a Wikidata |
|        | Cal Don Simon         | Montferrer i Castellbò | masia        |               | 42° 22′ 32″ N, 1° 21′ 23″ E / 42.3754523909455°N,1.35637189587004°E           |           |                     | Modifica les dades a Wikidata |
|        | Cal Fargaire          | Montferrer i Castellbò | masia        |               | 42° 24′ 15″ N, 1° 18′ 49″ E / 42.4042166628856°N,1.31360132533854°E           |           |                     | Modifica les dades a Wikidata |
|        | Cal Figolà            | Montferrer i Castellbò | masia        |               | 42° 20′ 55″ N, 1° 22′ 45″ E / 42.3485155795195°N,1.37909731037949°E           |           |                     | Modifica les dades a Wikidata |
|        | Cal Font              | Montferrer i Castellbò | masia        |               | 42° 24′ 59″ N, 1° 18′ 57″ E / 42.4163424132377°N,1.31571929352611°E           |           |                     | Modifica les dades a Wikidata |
|        | Cal Fonts             | Montferrer i Castellbò | masia        |               | 42° 22′ 25″ N, 1° 21′ 26″ E / 42.3734757475469°N,1.35732222070525°E           |           |                     | Modifica les dades a Wikidata |
|        | Cal Fuster            | Montferrer i Castellbò | masia        |               | 42° 23′ 20″ N, 1° 19′ 29″ E / 42.3889609976625°N,1.32465195028741°E           |           |                     | Modifica les dades a Wikidata |
|        | Cal Gabriel           | Montferrer i Castellbò | masia        |               | 42° 22′ 20″ N, 1° 22′ 26″ E / 42.372333220723°N,1.3737965626486°E             |           |                     | Modifica les dades a Wikidata |
|        | Cal Gascó             | Montferrer i Castellbò | masia        |               | 42° 23′ 20″ N, 1° 19′ 31″ E / 42.3889065011765°N,1.32523652782888°E           |           |                     | Modifica les dades a Wikidata |
|        | Cal Gat               | Montferrer i Castellbò | masia        |               | 42° 24′ 47″ N, 1° 20′ 36″ E / 42.4131535581581°N,1.34346529162381°E           |           |                     | Modifica les dades a Wikidata |
|        | Cal Gatnau            | Montferrer i Castellbò | masia        |               | 42° 22′ 51″ N, 1° 19′ 19″ E / 42.380700424867°N,1.32202925411601°E            |           |                     | Modifica les dades a Wikidata |
|        | Cal Gatnau            | Montferrer i Castellbò | masia        |               | 42° 21′ 22″ N, 1° 18′ 43″ E / 42.3560305912256°N,1.31200078992195°E           |           |                     | Modifica les dades a Wikidata |
|        | Cal Gavatx            | Montferrer i Castellbò | masia        |               | 42° 24′ 19″ N, 1° 19′ 30″ E / 42.4052220134158°N,1.32504554578406°E           |           |                     | Modifica les dades a Wikidata |
|        | Cal Gil               | Montferrer i Castellbò | masia        |               | 42° 22′ 05″ N, 1° 17′ 15″ E / 42.3679504577606°N,1.28746558596828°E           |           |                     | Modifica les dades a Wikidata |
|        | Cal Gineró            | Montferrer i Castellbò | masia        |               | 42° 24′ 59″ N, 1° 19′ 03″ E / 42.4162804080336°N,1.31762909692633°E           |           |                     | Modifica les dades a Wikidata |
|        | Cal Girau             | Montferrer i Castellbò | masia        |               | 42° 26′ 40″ N, 1° 23′ 31″ E / 42.4443926585652°N,1.3920453447198°E            |           |                     | Modifica les dades a Wikidata |
|        | Cal Gironi            | Montferrer i Castellbò | masia        |               | 42° 24′ 41″ N, 1° 20′ 38″ E / 42.411420162635°N,1.34379043375645°E            |           |                     | Modifica les dades a Wikidata |
|        | Cal Gol               | Montferrer i Castellbò | masia        |               | 42° 21′ 35″ N, 1° 24′ 19″ E / 42.3596000867239°N,1.40530815381694°E           |           |                     | Modifica les dades a Wikidata |
|        | Cal Gració            | Montferrer i Castellbò | masia        |               | 42° 22′ 29″ N, 1° 21′ 29″ E / 42.3747543020912°N,1.35793261898318°E           |           |                     | Modifica les dades a Wikidata |
|        | Cal Grau              | Montferrer i Castellbò | masia        |               | 42° 21′ 55″ N, 1° 24′ 54″ E / 42.365407444886°N,1.41494932654596°E            |           |                     | Modifica les dades a Wikidata |
|        | Cal Gravador          | Montferrer i Castellbò | masia        |               | 42° 22′ 04″ N, 1° 17′ 16″ E / 42.3677819577757°N,1.28764018577636°E           |           |                     | Modifica les dades a Wikidata |
|        | Cal Gravat            | Montferrer i Castellbò | masia        |               | 42° 20′ 56″ N, 1° 16′ 41″ E / 42.348852761434°N,1.27807737016282°E            |           |                     | Modifica les dades a Wikidata |
|        | Cal Guitart           | Montferrer i Castellbò | masia        |               | 42° 21′ 02″ N, 1° 19′ 41″ E / 42.3504834697385°N,1.32800552343911°E           |           |                     | Modifica les dades a Wikidata |
|        | Cal Guiu              | Montferrer i Castellbò | masia        |               | 42° 20′ 32″ N, 1° 25′ 46″ E / 42.342138724451°N,1.42950666574359°E            |           |                     | Modifica les dades a Wikidata |
|        | Cal Guixer            | Montferrer i Castellbò | masia        |               | 42° 20′ 56″ N, 1° 22′ 40″ E / 42.3487506539472°N,1.37788933142125°E           |           |                     | Modifica les dades a Wikidata |
|        | Cal Jan               | Montferrer i Castellbò | masia        |               | 42° 20′ 31″ N, 1° 25′ 39″ E / 42.3418246858532°N,1.42762072391753°E           |           |                     | Modifica les dades a Wikidata |
|        | Cal Jan del Forn      | Montferrer i Castellbò | masia        |               | 42° 22′ 26″ N, 1° 21′ 27″ E / 42.3738924664265°N,1.35749354252796°E           |           |                     | Modifica les dades a Wikidata |
|        | Cal Jaumet            | Montferrer i Castellbò | masia        |               | 42° 24′ 17″ N, 1° 18′ 47″ E / 42.4046929451823°N,1.3129202310625°E            |           |                     | Modifica les dades a Wikidata |
|        | Cal Jep               | Montferrer i Castellbò | masia        |               | 42° 24′ 43″ N, 1° 20′ 37″ E / 42.4120111507992°N,1.34355612736436°E           |           |                     | Modifica les dades a Wikidata |
|        | Cal Julià             | Montferrer i Castellbò | masia        |               | 42° 22′ 06″ N, 1° 20′ 13″ E / 42.3684377690988°N,1.33707494865813°E           |           |                     | Modifica les dades a Wikidata |
|        | Cal Julià de Baix     | Montferrer i Castellbò | masia        |               | 42° 22′ 03″ N, 1° 15′ 08″ E / 42.3675807324921°N,1.25223271935218°E           |           |                     | Modifica les dades a Wikidata |
|        | Cal Julià de Dalt     | Montferrer i Castellbò | masia        |               | 42° 22′ 23″ N, 1° 14′ 46″ E / 42.3731886101409°N,1.24616237421267°E           |           |                     | Modifica les dades a Wikidata |
|        | Cal Lleïr             | Montferrer i Castellbò | masia        |               | 42° 24′ 41″ N, 1° 20′ 41″ E / 42.4113060658984°N,1.34461982919338°E           |           |                     | Modifica les dades a Wikidata |
|        | Cal Llocaia           | Montferrer i Castellbò | masia        |               | 42° 22′ 07″ N, 1° 24′ 52″ E / 42.3686955252884°N,1.414368712187°E             |           |                     | Modifica les dades a Wikidata |
|        | Cal Llosar            | Montferrer i Castellbò | masia        |               | 42° 19′ 54″ N, 1° 15′ 20″ E / 42.3317955300206°N,1.25542099013813°E           |           |                     | Modifica les dades a Wikidata |
|        | Cal Lluc              | Montferrer i Castellbò | masia        |               | 42° 20′ 24″ N, 1° 19′ 11″ E / 42.3399800076937°N,1.31981083153274°E           |           |                     | Modifica les dades a Wikidata |
|        | Cal Magí de la Serra  | Montferrer i Castellbò | masia        |               | 42° 21′ 46″ N, 1° 22′ 57″ E / 42.3629026004836°N,1.38262552323225°E           |           |                     | Modifica les dades a Wikidata |
|        | Cal Manelàs           | Montferrer i Castellbò | masia        |               | 42° 22′ 32″ N, 1° 21′ 15″ E / 42.3755758147503°N,1.35430386600348°E           |           |                     | Modifica les dades a Wikidata |
|        | Cal Manent            | Montferrer i Castellbò | masia        |               | 42° 23′ 34″ N, 1° 25′ 14″ E / 42.3926390391635°N,1.42069109332922°E           |           |                     | Modifica les dades a Wikidata |
|        | Cal Marc              | Montferrer i Castellbò | masia        |               | 42° 22′ 17″ N, 1° 25′ 18″ E / 42.3713823294988°N,1.42177039687565°E           |           |                     | Modifica les dades a Wikidata |
|        | Cal Marcel·lino       | Montferrer i Castellbò | masia        |               | 42° 21′ 02″ N, 1° 19′ 44″ E / 42.3505421081559°N,1.32893883389467°E           |           |                     | Modifica les dades a Wikidata |
|        | Cal Marsino           | Montferrer i Castellbò | masia        |               | 42° 20′ 48″ N, 1° 23′ 55″ E / 42.346567927777°N,1.3987414976193°E             |           |                     | Modifica les dades a Wikidata |
|        | Cal Martell           | Montferrer i Castellbò | masia        |               | 42° 23′ 45″ N, 1° 18′ 19″ E / 42.3958071586036°N,1.30517589035241°E           |           |                     | Modifica les dades a Wikidata |
|        | Cal Marti             | Montferrer i Castellbò | masia        |               | 42° 19′ 57″ N, 1° 15′ 18″ E / 42.3323921980866°N,1.25497968089526°E           |           |                     | Modifica les dades a Wikidata |
|        | Cal Martí             | Montferrer i Castellbò | masia        |               | 42° 21′ 44″ N, 1° 25′ 35″ E / 42.362258896909°N,1.4262725956686°E             |           |                     | Modifica les dades a Wikidata |
|        | Cal Maró              | Montferrer i Castellbò | masia        |               | 42° 22′ 31″ N, 1° 21′ 21″ E / 42.3752549829059°N,1.35579404252209°E           |           |                     | Modifica les dades a Wikidata |
|        | Cal Maties            | Montferrer i Castellbò | masia        |               | 42° 21′ 48″ N, 1° 25′ 21″ E / 42.3633588021482°N,1.42246916460816°E           |           |                     | Modifica les dades a Wikidata |
|        | Cal Miqueló           | Montferrer i Castellbò | masia        |               | 42° 20′ 28″ N, 1° 25′ 36″ E / 42.341145163715°N,1.42666651108105°E            |           |                     | Modifica les dades a Wikidata |
|        | Cal Monrós            | Montferrer i Castellbò | masia        |               | 42° 21′ 10″ N, 1° 18′ 45″ E / 42.3526959596203°N,1.31244215281704°E           |           |                     | Modifica les dades a Wikidata |
|        | Cal Mundet            | Montferrer i Castellbò | masia        |               | 42° 21′ 23″ N, 1° 18′ 42″ E / 42.356486664177°N,1.31178216282428°E            |           |                     | Modifica les dades a Wikidata |
|        | Cal Nadal             | Montferrer i Castellbò | masia        |               | 42° 21′ 08″ N, 1° 18′ 40″ E / 42.3522630904268°N,1.31117888634557°E           |           |                     | Modifica les dades a Wikidata |
|        | Cal Novençà           | Montferrer i Castellbò | masia        |               | 42° 20′ 42″ N, 1° 16′ 58″ E / 42.3450328686052°N,1.28278271233881°E           |           |                     | Modifica les dades a Wikidata |
|        | Cal Noves             | Montferrer i Castellbò | masia        |               | 42° 20′ 56″ N, 1° 22′ 44″ E / 42.3488381252323°N,1.37897975424419°E           |           |                     | Modifica les dades a Wikidata |
|        | Cal Paraire           | Montferrer i Castellbò | masia        |               | 42° 22′ 28″ N, 1° 21′ 20″ E / 42.374559885223°N,1.35567857568338°E            |           |                     | Modifica les dades a Wikidata |
|        | Cal Pastisser         | Montferrer i Castellbò | masia        |               | 42° 20′ 03″ N, 1° 24′ 58″ E / 42.3341357063725°N,1.41598990572624°E           |           |                     | Modifica les dades a Wikidata |
|        | Cal Pau               | Montferrer i Castellbò | masia        |               | 42° 22′ 32″ N, 1° 21′ 21″ E / 42.3756531766841°N,1.3559294041282°E            |           |                     | Modifica les dades a Wikidata |
|        | Cal Pau               | Montferrer i Castellbò | masia        |               | 42° 24′ 57″ N, 1° 19′ 03″ E / 42.4158909982229°N,1.31748151023682°E           |           |                     | Modifica les dades a Wikidata |
|        | Cal Pauet             | Montferrer i Castellbò | masia        |               | 42° 24′ 19″ N, 1° 18′ 36″ E / 42.4053705217084°N,1.31000997357996°E           |           |                     | Modifica les dades a Wikidata |
|        | Cal Pedregat          | Montferrer i Castellbò | masia        |               | 42° 20′ 44″ N, 1° 17′ 01″ E / 42.345621360252°N,1.28359222055892°E            |           |                     | Modifica les dades a Wikidata |
|        | Cal Peretó            | Montferrer i Castellbò | masia        |               | 42° 20′ 54″ N, 1° 22′ 46″ E / 42.3482219286544°N,1.37934767032384°E           |           |                     | Modifica les dades a Wikidata |
|        | Cal Peretó            | Montferrer i Castellbò | masia        |               | 42° 20′ 25″ N, 1° 19′ 11″ E / 42.340140269599°N,1.31968517268612°E            |           |                     | Modifica les dades a Wikidata |
|        | Cal Perles            | Montferrer i Castellbò | masia        |               | 42° 20′ 23″ N, 1° 19′ 12″ E / 42.3397932723954°N,1.31997361176025°E           |           |                     | Modifica les dades a Wikidata |
|        | Cal Petit             | Montferrer i Castellbò | masia        |               | 42° 22′ 01″ N, 1° 25′ 32″ E / 42.3669680930662°N,1.42559708573544°E           |           |                     | Modifica les dades a Wikidata |
|        | Cal Poblador          | Montferrer i Castellbò | masia        |               | 42° 20′ 53″ N, 1° 22′ 53″ E / 42.348143220189°N,1.38142574745774°E            |           |                     | Modifica les dades a Wikidata |
|        | Cal Pubill            | Montferrer i Castellbò | masia        |               | 42° 22′ 05″ N, 1° 20′ 13″ E / 42.3680933925025°N,1.33692615596099°E           |           |                     | Modifica les dades a Wikidata |
|        | Cal Pujol             | Montferrer i Castellbò | masia        |               | 42° 20′ 47″ N, 1° 14′ 13″ E / 42.3464630158622°N,1.23698707319118°E           |           |                     | Modifica les dades a Wikidata |
|        | Cal Rabassa           | Montferrer i Castellbò | masia        |               | 42° 21′ 03″ N, 1° 19′ 41″ E / 42.3507381886243°N,1.32818088780075°E           |           |                     | Modifica les dades a Wikidata |
|        | Cal Ramengana         | Montferrer i Castellbò | masia        |               | 42° 20′ 46″ N, 1° 17′ 02″ E / 42.3462362267991°N,1.28375759323889°E           |           |                     | Modifica les dades a Wikidata |
|        | Cal Rei               | Montferrer i Castellbò | masia        |               | 42° 20′ 32″ N, 1° 25′ 42″ E / 42.3421214271176°N,1.42824458429195°E           |           |                     | Modifica les dades a Wikidata |
|        | Cal Riu               | Montferrer i Castellbò | masia        |               | 42° 20′ 17″ N, 1° 25′ 17″ E / 42.338038512812°N,1.42145148079642°E            |           |                     | Modifica les dades a Wikidata |
|        | Cal Roca              | Montferrer i Castellbò | masia        |               | 42° 23′ 10″ N, 1° 23′ 48″ E / 42.3859933844499°N,1.39673182385455°E 990 msnm  |           |                     | Modifica les dades a Wikidata |
|        | Cal Roger             | Montferrer i Castellbò | masia        |               | 42° 23′ 26″ N, 1° 24′ 59″ E / 42.3906178212174°N,1.4164896687254°E            |           |                     | Modifica les dades a Wikidata |
|        | Cal Roquer Vell       | Montferrer i Castellbò | masia        |               | 42° 20′ 50″ N, 1° 14′ 10″ E / 42.347090385841°N,1.23620469338258°E            |           |                     | Modifica les dades a Wikidata |
|        | Cal Salmons           | Montferrer i Castellbò | masia        |               | 42° 22′ 51″ N, 1° 19′ 22″ E / 42.3808828405933°N,1.32280180047049°E           |           |                     | Modifica les dades a Wikidata |
|        | Cal Salvador          | Montferrer i Castellbò | masia        |               | 42° 24′ 25″ N, 1° 19′ 27″ E / 42.4068649169846°N,1.32407827913902°E           |           |                     | Modifica les dades a Wikidata |
|        | Cal Serra             | Montferrer i Castellbò | masia        |               | 42° 22′ 18″ N, 1° 25′ 09″ E / 42.3716704545944°N,1.41915195786308°E 811 msnm  |           |                     | Modifica les dades a Wikidata |
|        | Cal Serrat            | Montferrer i Castellbò | masia        | Estat: ruïnós | 42° 23′ 58″ N, 1° 23′ 13″ E / 42.3995087625535°N,1.38694670921214°E 1275 msnm |           |                     | Modifica les dades a Wikidata |
|        | Cal Silsilló          | Montferrer i Castellbò | masia        |               | 42° 21′ 34″ N, 1° 22′ 05″ E / 42.3594992335799°N,1.36806854481005°E           |           |                     | Modifica les dades a Wikidata |
|        | Cal Sobirà            | Montferrer i Castellbò | masia        |               | 42° 22′ 52″ N, 1° 19′ 21″ E / 42.3812190601304°N,1.32239199826668°E           |           |                     | Modifica les dades a Wikidata |
|        | Cal Solans            | Montferrer i Castellbò | masia        |               | 42° 20′ 49″ N, 1° 14′ 16″ E / 42.3469539222146°N,1.23787173842749°E           |           |                     | Modifica les dades a Wikidata |
|        | Cal Soldat            | Montferrer i Castellbò | masia        |               | 42° 24′ 23″ N, 1° 19′ 28″ E / 42.40647219632°N,1.32431962134032°E             |           |                     | Modifica les dades a Wikidata |
|        | Cal Titarró           | Montferrer i Castellbò | masia        |               | 42° 23′ 42″ N, 1° 18′ 20″ E / 42.3950576263952°N,1.30564560199697°E           |           |                     | Modifica les dades a Wikidata |
|        | Cal Toloriu           | Montferrer i Castellbò | masia        |               | 42° 21′ 04″ N, 1° 19′ 44″ E / 42.3511006031926°N,1.32894831838732°E           |           |                     | Modifica les dades a Wikidata |
|        | Cal Tomeu             | Montferrer i Castellbò | masia        |               | 42° 22′ 06″ N, 1° 25′ 09″ E / 42.3683377996849°N,1.41911409856615°E           |           |                     | Modifica les dades a Wikidata |
|        | Cal Tomàs             | Montferrer i Castellbò | masia        |               | 42° 20′ 50″ N, 1° 14′ 14″ E / 42.3470891824914°N,1.23729736158207°E           |           |                     | Modifica les dades a Wikidata |
|        | Cal Ton               | Montferrer i Castellbò | masia        |               | 42° 22′ 26″ N, 1° 21′ 24″ E / 42.373923729841°N,1.35653322316165°E            |           |                     | Modifica les dades a Wikidata |
|        | Cal Toni              | Montferrer i Castellbò | masia        |               | 42° 24′ 19″ N, 1° 18′ 41″ E / 42.405229431349°N,1.31143550372076°E            |           |                     | Modifica les dades a Wikidata |
|        | Cal Trillant          | Montferrer i Castellbò | masia        |               | 42° 22′ 49″ N, 1° 21′ 46″ E / 42.380279750468°N,1.3626593953766°E             |           |                     | Modifica les dades a Wikidata |
|        | Cal Ventura           | Montferrer i Castellbò | masia        |               | 42° 21′ 11″ N, 1° 18′ 45″ E / 42.3530205747769°N,1.3124698909381°E            |           |                     | Modifica les dades a Wikidata |
|        | Cal Vicenç            | Montferrer i Castellbò | masia        |               | 42° 22′ 03″ N, 1° 25′ 11″ E / 42.367372544095°N,1.41964837214033°E            |           |                     | Modifica les dades a Wikidata |
|        | Cal Vicenç            | Montferrer i Castellbò | masia        |               | 42° 21′ 08″ N, 1° 18′ 38″ E / 42.3521724130567°N,1.3105256785901°E            |           |                     | Modifica les dades a Wikidata |
|        | Cal Vicenç            | Montferrer i Castellbò | masia        |               | 42° 21′ 52″ N, 1° 25′ 37″ E / 42.3643291342098°N,1.42688951927636°E           |           |                     | Modifica les dades a Wikidata |
|        | Cal Xarpo             | Montferrer i Castellbò | masia        |               | 42° 21′ 07″ N, 1° 19′ 39″ E / 42.3518724479327°N,1.32753161074149°E           |           |                     | Modifica les dades a Wikidata |
|        | Cal Xic               | Montferrer i Castellbò | masia        |               | 42° 21′ 36″ N, 1° 24′ 16″ E / 42.3599395330701°N,1.40446170430833°E           |           |                     | Modifica les dades a Wikidata |
|        | Campmajor             | Montferrer i Castellbò | masia        |               | 42° 23′ 34″ N, 1° 25′ 14″ E / 42.3928530937956°N,1.42053993362703°E           |           |                     | Modifica les dades a Wikidata |
|        | Can Marc              | Montferrer i Castellbò | masia        |               | 42° 22′ 03″ N, 1° 25′ 33″ E / 42.3674390670964°N,1.42579177723846°E           |           |                     | Modifica les dades a Wikidata |
|        | Casa Aristot          | Montferrer i Castellbò | masia        |               | 42° 24′ 40″ N, 1° 21′ 33″ E / 42.4111812230928°N,1.35910926955565°E           |           |                     | Modifica les dades a Wikidata |
|        | Casa de la Boadella   | Montferrer i Castellbò | masia        |               | 42° 21′ 46″ N, 1° 16′ 02″ E / 42.3626654811399°N,1.26718394574877°E           |           |                     | Modifica les dades a Wikidata |
|        | Castellins            | Montferrer i Castellbò | masia        |               | 42° 18′ 28″ N, 1° 19′ 33″ E / 42.307700638083°N,1.3257173056626°E             |           |                     | Modifica les dades a Wikidata |
|        | Castellnovet          | Montferrer i Castellbò | masia        |               | 42° 21′ 10″ N, 1° 22′ 07″ E / 42.3527719677924°N,1.36870401648708°E           |           |                     | Modifica les dades a Wikidata |
|        | Cortal de Prat Comú   | Montferrer i Castellbò | masia        | Estat: ruïnós | 42° 20′ 48″ N, 1° 21′ 35″ E / 42.3466197930122°N,1.35978213316205°E           |           |                     | Modifica les dades a Wikidata |
|        | Devesa d'Engonç       | Montferrer i Castellbò | masia        |               | 42° 23′ 41″ N, 1° 20′ 49″ E / 42.3947420529758°N,1.34693852344069°E           |           |                     | Modifica les dades a Wikidata |
|        | Mardiscla             | Montferrer i Castellbò | masia        |               | 42° 22′ 18″ N, 1° 23′ 14″ E / 42.371621676353°N,1.3871745135169°E             |           |                     | Modifica les dades a Wikidata |
|        | Mas d'en Pere         | Montferrer i Castellbò | masia        |               | 42° 23′ 12″ N, 1° 20′ 59″ E / 42.386704088555°N,1.34972487868799°E            |           |                     | Modifica les dades a Wikidata |
|        | Mas d'en Ramonet      | Montferrer i Castellbò | masia        |               | 42° 22′ 02″ N, 1° 24′ 09″ E / 42.3671361109045°N,1.4025914906775°E            |           |                     | Modifica les dades a Wikidata |
|        | Mas d'en Roqueta      | Montferrer i Castellbò | masia        |               | 42° 22′ 01″ N, 1° 24′ 11″ E / 42.3668812948276°N,1.40304728709539°E           |           |                     | Modifica les dades a Wikidata |
|        | Mas d'en Valls Nou    | Montferrer i Castellbò | masia        |               | 42° 22′ 05″ N, 1° 24′ 15″ E / 42.3681770764022°N,1.40426534601128°E           |           |                     | Modifica les dades a Wikidata |
|        | Mas d'en Valls Vell   | Montferrer i Castellbò | masia        |               | 42° 22′ 13″ N, 1° 24′ 18″ E / 42.3703118256992°N,1.40493999627002°E           |           |                     | Modifica les dades a Wikidata |
|        | Masia de Gramunt      | Montferrer i Castellbò | masia        |               | 42° 22′ 31″ N, 1° 20′ 40″ E / 42.3751893753296°N,1.34435434775197°E           |           |                     | Modifica les dades a Wikidata |
|        | Masia del Cap del Roc | Montferrer i Castellbò | masia        |               | 42° 22′ 37″ N, 1° 21′ 46″ E / 42.3768233452636°N,1.36281005345904°E           |           |                     | Modifica les dades a Wikidata |
|        | Xalet dels Cortalets  | Montferrer i Castellbò | masia        |               | 42° 24′ 02″ N, 1° 21′ 54″ E / 42.4005685520181°N,1.36513320969473°E           |           |                     | Modifica les dades a Wikidata |
|        | Xalets de la Mua      | Montferrer i Castellbò | masia        |               | 42° 23′ 50″ N, 1° 17′ 54″ E / 42.3972347511973°N,1.29819976120129°E           |           |                     | Modifica les dades a Wikidata |
|        | Xalets del Xaró       | Montferrer i Castellbò | masia        |               | 42° 21′ 35″ N, 1° 25′ 09″ E / 42.3598172659102°N,1.41903632383351°E           |           |                     | Modifica les dades a Wikidata |
|        | el Cortalet           | Montferrer i Castellbò | masia        |               | 42° 25′ 18″ N, 1° 21′ 02″ E / 42.421533308945°N,1.3506469149293°E             |           |                     | Modifica les dades a Wikidata |
|        | el Xalet              | Montferrer i Castellbò | masia        |               | 42° 21′ 57″ N, 1° 25′ 21″ E / 42.365782191902°N,1.42252996076441°E            |           |                     | Modifica les dades a Wikidata |
|        | el Xalet              | Montferrer i Castellbò | masia        |               | 42° 21′ 50″ N, 1° 22′ 14″ E / 42.3638559811012°N,1.37045736684441°E           |           |                     | Modifica les dades a Wikidata |
|        | els Xalets            | Montferrer i Castellbò | masia        |               | 42° 21′ 37″ N, 1° 24′ 11″ E / 42.3603972315667°N,1.40305367146831°E           |           |                     | Modifica les dades a Wikidata |
|        | la Devesa d'Engonç    | Montferrer i Castellbò | masia        |               | 42° 23′ 37″ N, 1° 20′ 43″ E / 42.3935203886583°N,1.34528182540965°E           |           |                     | Modifica les dades a Wikidata |
|        | la Rectoria           | Montferrer i Castellbò | masia        |               | 42° 24′ 42″ N, 1° 20′ 40″ E / 42.4117358928319°N,1.34445053534818°E           |           |                     | Modifica les dades a Wikidata |

## menhir
| imatge | Nom                 | Ubicat a               | instància de | Detalls | coordenades                                                         | Protecció | Commons (més fotos) | Dades a WD                    |
| ------ | ------------------- | ---------------------- | ------------ | ------- | ------------------------------------------------------------------- | --------- | ------------------- | ----------------------------- |
|        | Tarter Gros         | Montferrer i Castellbò | menhir       |         | 42° 22′ 53″ N, 1° 19′ 05″ E / 42.3814169511802°N,1.31807452559441°E |           |                     | Modifica les dades a Wikidata |
|        | Tarter de la Cabana | Montferrer i Castellbò | menhir       |         | 42° 22′ 52″ N, 1° 19′ 04″ E / 42.381169972118°N,1.3178138851153°E   |           |                     | Modifica les dades a Wikidata |
|        | Tarter de la Creu   | Montferrer i Castellbò | menhir       |         | 42° 22′ 51″ N, 1° 19′ 08″ E / 42.3808259181376°N,1.31891629584282°E |           |                     | Modifica les dades a Wikidata |
|        | Tarter del Perer    | Montferrer i Castellbò | menhir       |         | 42° 22′ 50″ N, 1° 19′ 09″ E / 42.3805858864618°N,1.31912919772793°E |           |                     | Modifica les dades a Wikidata |

## muntanya
| imatge | Nom                    | Ubicat a                                   | instància de | Detalls | coordenades                                                          | Protecció | Commons (més fotos) | Dades a WD                    |
| ------ | ---------------------- | ------------------------------------------ | ------------ | ------- | -------------------------------------------------------------------- | --------- | ------------------- | ----------------------------- |
|        | Bony d'Home Mort       | Montferrer i Castellbò                     | muntanya     |         | 42° 25′ 23″ N, 1° 22′ 38″ E / 42.42311389°N,1.37716389°E 1991.9 msnm |           |                     | Modifica les dades a Wikidata |
|        | Bony de Pui Redon      | Montferrer i Castellbò                     | muntanya     |         | 42° 23′ 10″ N, 1° 24′ 55″ E / 42.38614722°N,1.41538611°E 1001 msnm   |           |                     | Modifica les dades a Wikidata |
|        | Bony de la Culla       | Montferrer i Castellbò                     | muntanya     |         | 42° 25′ 05″ N, 1° 15′ 52″ E / 42.418°N,1.26432°E 1931.8 msnm         |           |                     | Modifica les dades a Wikidata |
|        | Cabrera                | Montferrer i Castellbò                     | muntanya     |         | 42° 26′ 43″ N, 1° 20′ 46″ E / 42.4454°N,1.34599°E 2061.6 msnm        |           |                     | Modifica les dades a Wikidata |
|        | Cap del Roc            | Guils del Cantó                            | muntanya     |         | 42° 20′ 28″ N, 1° 16′ 30″ E / 42.34116944°N,1.27509167°E 1448 msnm   |           | Cap del Roc         | Modifica les dades a Wikidata |
|        | Los Collets            | Montferrer i Castellbò                     | muntanya     |         | 42° 22′ 51″ N, 1° 14′ 39″ E / 42.38087778°N,1.24420833°E 2064 msnm   |           |                     | Modifica les dades a Wikidata |
|        | Pui Redon              | Montferrer i Castellbò                     | muntanya     |         | 42° 25′ 42″ N, 1° 22′ 03″ E / 42.42826667°N,1.367475°E 1933.4 msnm   |           |                     | Modifica les dades a Wikidata |
|        | Pui Rodon              | Montferrer i Castellbò les Valls d'Aguilar | muntanya     |         | 42° 20′ 07″ N, 1° 14′ 19″ E / 42.3352°N,1.23873°E 1533.1 msnm        |           |                     | Modifica les dades a Wikidata |
|        | Roc Roi                | Montferrer i Castellbò                     | muntanya     |         | 42° 26′ 07″ N, 1° 20′ 18″ E / 42.435353°N,1.338294°E 2020 msnm       |           |                     | Modifica les dades a Wikidata |
|        | Roc Ronyonal           | Montferrer i Castellbò                     | muntanya     |         | 42° 26′ 53″ N, 1° 20′ 21″ E / 42.4481°N,1.33907°E 2037.4 msnm        |           |                     | Modifica les dades a Wikidata |
|        | Roc de Renadiu         | Montferrer i Castellbò                     | muntanya     |         | 42° 26′ 01″ N, 1° 16′ 58″ E / 42.43374167°N,1.28283333°E 1700 msnm   |           |                     | Modifica les dades a Wikidata |
|        | Roc de la Cabanada     | Montferrer i Castellbò                     | muntanya     |         | 42° 21′ 11″ N, 1° 17′ 09″ E / 42.353°N,1.28587°E 1707.3 msnm         |           |                     | Modifica les dades a Wikidata |
|        | Roc de la Guàrdia      | Montferrer i Castellbò les Valls de Valira | muntanya     |         | 42° 24′ 19″ N, 1° 24′ 47″ E / 42.4053°N,1.41299°E 1757.6 msnm        |           |                     | Modifica les dades a Wikidata |
|        | Roc del Benedi         | Montferrer i Castellbò                     | muntanya     |         | 42° 20′ 42″ N, 1° 14′ 52″ E / 42.3449°N,1.24782°E 1525 msnm          |           |                     | Modifica les dades a Wikidata |
|        | Roc del Bordaler       | Montferrer i Castellbò                     | muntanya     |         | 42° 23′ 46″ N, 1° 23′ 22″ E / 42.3961°N,1.38955°E 1273.3 msnm        |           |                     | Modifica les dades a Wikidata |
|        | Roc del Fener de l'Ala | Montferrer i Castellbò les Valls de Valira | muntanya     |         | 42° 24′ 32″ N, 1° 24′ 02″ E / 42.40875278°N,1.40060611°E 1751.7 msnm |           |                     | Modifica les dades a Wikidata |
|        | Roc del Pàrrec         | Montferrer i Castellbò                     | muntanya     |         | 42° 26′ 48″ N, 1° 19′ 38″ E / 42.4467°N,1.3271°E 1706.8 msnm         |           |                     | Modifica les dades a Wikidata |
|        | Roca Castellana        | Montferrer i Castellbò                     | muntanya     |         | 42° 25′ 49″ N, 1° 21′ 13″ E / 42.43032222°N,1.35363611°E 1628.1 msnm |           |                     | Modifica les dades a Wikidata |
|        | Roca Grossa            | Montferrer i Castellbò les Valls de Valira | muntanya     |         | 42° 24′ 54″ N, 1° 22′ 37″ E / 42.41488056°N,1.37680833°E 1897.2 msnm |           |                     | Modifica les dades a Wikidata |
|        | Roca Móra              | Montferrer i Castellbò                     | muntanya     |         | 42° 22′ 14″ N, 1° 15′ 35″ E / 42.37063333°N,1.25981944°E 1854.8 msnm |           |                     | Modifica les dades a Wikidata |
|        | Roca Redona            | Montferrer i Castellbò                     | muntanya     |         | 42° 21′ 44″ N, 1° 19′ 05″ E / 42.3621°N,1.31805°E 1571.7 msnm        |           |                     | Modifica les dades a Wikidata |
|        | Roca Rodona            | Montferrer i Castellbò les Valls d'Aguilar | muntanya     |         | 42° 19′ 41″ N, 1° 14′ 29″ E / 42.328°N,1.24126°E 1554.7 msnm         |           |                     | Modifica les dades a Wikidata |
|        | Roca Senyada           | Soriguera Montferrer i Castellbò           | muntanya     |         | 42° 24′ 41″ N, 1° 14′ 43″ E / 42.41143611°N,1.24538333°E 2063.3 msnm |           |                     | Modifica les dades a Wikidata |
|        | Roca de Jou            | Montferrer i Castellbò                     | muntanya     |         | 42° 23′ 19″ N, 1° 18′ 48″ E / 42.3885°N,1.31337°E 1448.7 msnm        |           |                     | Modifica les dades a Wikidata |
|        | Roca de l'Orri         | Montferrer i Castellbò                     | muntanya     |         | 42° 26′ 09″ N, 1° 20′ 52″ E / 42.43579417°N,1.34774722°E 1736.1 msnm |           |                     | Modifica les dades a Wikidata |
|        | Roca del Carret        | Montferrer i Castellbò les Valls de Valira | muntanya     |         | 42° 24′ 36″ N, 1° 23′ 25″ E / 42.40988611°N,1.39025556°E 1742.1 msnm |           |                     | Modifica les dades a Wikidata |
|        | Roques Grosses         | Montferrer i Castellbò                     | muntanya     |         | 42° 21′ 08″ N, 1° 20′ 13″ E / 42.3523°N,1.33692°E 1527.7 msnm        |           |                     | Modifica les dades a Wikidata |
|        | Tossal del Castilló    | Montferrer i Castellbò                     | muntanya     |         | 42° 23′ 07″ N, 1° 16′ 47″ E / 42.38527972°N,1.27966667°E 1871.6 msnm |           |                     | Modifica les dades a Wikidata |
|        | Tossal del Roure       | Montferrer i Castellbò les Valls de Valira | muntanya     |         | 42° 24′ 20″ N, 1° 25′ 43″ E / 42.40554167°N,1.42858889°E 1691.1 msnm |           |                     | Modifica les dades a Wikidata |
|        | Turó Gros              | Montferrer i Castellbò                     | muntanya     |         | 42° 26′ 07″ N, 1° 19′ 29″ E / 42.4353°N,1.32464°E 1917.8 msnm        |           |                     | Modifica les dades a Wikidata |
|        | Turó de Comafornell    | Montferrer i Castellbò                     | muntanya     |         | 42° 21′ 47″ N, 1° 14′ 25″ E / 42.36294167°N,1.24036111°E 1729.1 msnm |           |                     | Modifica les dades a Wikidata |
|        | Turó de Lapaix         | Montferrer i Castellbò                     | muntanya     |         | 42° 21′ 28″ N, 1° 14′ 54″ E / 42.3579°N,1.24841°E 1712.1 msnm        |           |                     | Modifica les dades a Wikidata |
|        | Turó de Sant Miquel    | Montferrer i Castellbò                     | muntanya     |         | 42° 23′ 13″ N, 1° 15′ 54″ E / 42.38685556°N,1.26486389°E 1821.4 msnm |           |                     | Modifica les dades a Wikidata |
|        | Turó de la Portella    | Montferrer i Castellbò                     | muntanya     |         | 42° 26′ 03″ N, 1° 17′ 47″ E / 42.43405028°N,1.29626944°E 1977.2 msnm |           |                     | Modifica les dades a Wikidata |
|        | Turó dels Collars      | Montferrer i Castellbò                     | muntanya     |         | 42° 26′ 02″ N, 1° 18′ 26″ E / 42.43394889°N,1.30736111°E 1953.6 msnm |           |                     | Modifica les dades a Wikidata |
|        | el Queraüt             | Montferrer i Castellbò les Valls d'Aguilar | muntanya     |         | 42° 19′ 59″ N, 1° 18′ 53″ E / 42.333°N,1.31485°E 1180.7 msnm         |           |                     | Modifica les dades a Wikidata |
|        | la Capella             | Montferrer i Castellbò                     | muntanya     |         | 42° 24′ 41″ N, 1° 20′ 07″ E / 42.41126111°N,1.33524667°E 1417.2 msnm |           |                     | Modifica les dades a Wikidata |
|        | la Caubella            | Montferrer i Castellbò                     | muntanya     |         | 42° 23′ 16″ N, 1° 24′ 38″ E / 42.3878°N,1.41069°E 1158.1 msnm        |           |                     | Modifica les dades a Wikidata |
|        | la Creuïlla            | Montferrer i Castellbò                     | muntanya     |         | 42° 25′ 51″ N, 1° 17′ 39″ E / 42.4308°N,1.29423°E 1953.4 msnm        |           |                     | Modifica les dades a Wikidata |
|        | la Muntanyeta          | Montferrer i Castellbò les Valls d'Aguilar | muntanya     |         | 42° 20′ 07″ N, 1° 17′ 21″ E / 42.33525944°N,1.289075°E 1625.7 msnm   |           |                     | Modifica les dades a Wikidata |
|        | les Agudes             | Montferrer i Castellbò                     | muntanya     |         | 42° 21′ 01″ N, 1° 20′ 19″ E / 42.3502°N,1.33866°E 1558.7 msnm        |           |                     | Modifica les dades a Wikidata |
|        | les Pedranes           | Montferrer i Castellbò                     | muntanya     |         | 42° 21′ 01″ N, 1° 15′ 13″ E / 42.35039167°N,1.25363333°E 1681.7 msnm |           |                     | Modifica les dades a Wikidata |
|        | tossal de l'Àliga      | Montferrer i Castellbò                     | muntanya     |         | 42° 23′ 01″ N, 1° 15′ 08″ E / 42.3836°N,1.25228°E 2156.7 msnm        |           |                     | Modifica les dades a Wikidata |

## pont
| imatge | Nom                  | Ubicat a               | instància de | Detalls                     | coordenades                                          | Protecció                   | Commons (més fotos) | Dades a WD                    |
| ------ | -------------------- | ---------------------- | ------------ | --------------------------- | ---------------------------------------------------- | --------------------------- | ------------------- | ----------------------------- |
|        | Pont al camí d'Albet | Montferrer i Castellbò | pont         | Estil: arquitectura popular | 42° 23′ 38″ N, 1° 19′ 54″ E / 42.393922°N,1.331685°E | bé cultural d'interès local |                     | Modifica les dades a Wikidata |
|        | Pont de Castellbò    | Montferrer i Castellbò | pont         | Estil: arquitectura popular | 42° 22′ 25″ N, 1° 21′ 27″ E / 42.373728°N,1.357527°E | bé cultural d'interès local | Pont de Castellbò   | Modifica les dades a Wikidata |

## refugi de muntanya
| imatge | Nom                  | Ubicat a               | instància de               | Detalls    | coordenades | Protecció | Commons (més fotos)          | Dades a WD                    |
| ------ | -------------------- | ---------------------- | -------------------------- | ---------- | --- | --------- | ---------------------------- | ----------------------------- |
|        | refugi Pallerols     | Montferrer i Castellbò | refugi de muntanya edifici |            | 42° 23′ 26″ N, 1° 16′ 03″ E / 42.390590105405°N,1.2676314811759°E ca:Al centre del barranc de Sant Miquel 1628 msnm |           | Refugi forestal de Pallerols | Modifica les dades a Wikidata |
|        | refugi de la Basseta | Montferrer i Castellbò | refugi de muntanya         | 1968-01-06 | 42° 25′ 04″ N, 1° 17′ 14″ E / 42.41777778°N,1.28722222°E ca:Sant Joan de l'Erm 1720 msnm                            |           | Refugi de la Basseta         | Modifica les dades a Wikidata |

## serra
| imatge | Nom                                | Ubicat a                                 | instància de | Detalls | coordenades                                                          | Protecció | Commons (més fotos) | Dades a WD                    |
| ------ | ---------------------------------- | ---------------------------------------- | ------------ | ------- | -------------------------------------------------------------------- | --------- | ------------------- | ----------------------------- |
|        | Sant Magí (Montferrer i Castellbò) | Montferrer i Castellbò                   | serra        |         | 42° 21′ 31″ N, 1° 16′ 41″ E / 42.35863889°N,1.277975°E 1717.1 msnm   |           |                     | Modifica les dades a Wikidata |
|        | Serra Seca                         | Montferrer i Castellbò                   | serra        |         | 42° 23′ 48″ N, 1° 14′ 42″ E / 42.3966°N,1.24504°E 2084.3 msnm        |           |                     | Modifica les dades a Wikidata |
|        | Serrat Roi                         | la Seu d'Urgell Montferrer i Castellbò   | serra        |         | 42° 22′ 36″ N, 1° 25′ 55″ E / 42.3768°N,1.43198°E 991.5 msnm         |           |                     | Modifica les dades a Wikidata |
|        | roc de l'Àliga                     | Montferrer i Castellbò                   | serra        |         | 42° 23′ 47″ N, 1° 24′ 27″ E / 42.39649722°N,1.40742778°E 1687.3 msnm |           |                     | Modifica les dades a Wikidata |
|        | serra Bleda                        | Montferrer i Castellbò                   | serra        |         | 42° 22′ 34″ N, 1° 16′ 02″ E / 42.3762°N,1.26736°E 1884.5 msnm        |           |                     | Modifica les dades a Wikidata |
|        | serra de Santa Llúcia              | Montferrer i Castellbò                   | serra        |         | 42° 21′ 23″ N, 1° 23′ 34″ E / 42.3565°N,1.39283°E 962.6 msnm         |           |                     | Modifica les dades a Wikidata |
|        | serra del Morral                   | Montferrer i Castellbò                   | serra        |         | 42° 22′ 09″ N, 1° 22′ 54″ E / 42.3692°N,1.38168°E 1063.8 msnm        |           |                     | Modifica les dades a Wikidata |
|        | serrat d'Aristot                   | Montferrer i Castellbò                   | serra        |         | 42° 24′ 08″ N, 1° 21′ 00″ E / 42.40235°N,1.349925°E 1133.4 msnm      |           |                     | Modifica les dades a Wikidata |
|        | serrat de Barrerols                | Montferrer i Castellbò                   | serra        |         | 42° 24′ 10″ N, 1° 20′ 16″ E / 42.40284722°N,1.33776111°E 1417.2 msnm |           |                     | Modifica les dades a Wikidata |
|        | serrat de Carlà                    | Montferrer i Castellbò                   | serra        |         | 42° 20′ 57″ N, 1° 17′ 23″ E / 42.34905833°N,1.28978333°E 1707.3 msnm |           |                     | Modifica les dades a Wikidata |
|        | serrat de Corbes                   | Montferrer i Castellbò                   | serra        |         | 42° 23′ 34″ N, 1° 23′ 23″ E / 42.39284167°N,1.38960278°E 1273.3 msnm |           |                     | Modifica les dades a Wikidata |
|        | serrat de Sant Joan                | Montferrer i Castellbò                   | serra        |         | 42° 24′ 50″ N, 1° 18′ 02″ E / 42.41380278°N,1.30043917°E 1721.8 msnm |           |                     | Modifica les dades a Wikidata |
|        | serrat de Sobils                   | Montferrer i Castellbò                   | serra        |         | 42° 23′ 14″ N, 1° 21′ 21″ E / 42.38712778°N,1.35581389°E 1051.4 msnm |           |                     | Modifica les dades a Wikidata |
|        | serrat de Turbiàs                  | Montferrer i Castellbò                   | serra        |         | 42° 23′ 10″ N, 1° 19′ 12″ E / 42.38621667°N,1.32011667°E 1448.7 msnm |           |                     | Modifica les dades a Wikidata |
|        | serrat de l'Oratori                | Montferrer i Castellbò                   | serra        |         | 42° 26′ 01″ N, 1° 16′ 12″ E / 42.43361694°N,1.27004722°E 1733.9 msnm |           |                     | Modifica les dades a Wikidata |
|        | serrat de la Carbassa              | Montferrer i Castellbò                   | serra        |         | 42° 24′ 11″ N, 1° 16′ 30″ E / 42.403°N,1.27495°E 1788.6 msnm         |           |                     | Modifica les dades a Wikidata |
|        | serrat de la Culla                 | Montferrer i Castellbò                   | serra        |         | 42° 24′ 51″ N, 1° 16′ 18″ E / 42.4143°N,1.27173°E 1931.8 msnm        |           |                     | Modifica les dades a Wikidata |
|        | serrat de la Curna                 | Montferrer i Castellbò Ribera d'Urgellet | serra        |         | 42° 20′ 20″ N, 1° 21′ 01″ E / 42.3388°N,1.35014°E 1453.6 msnm        |           |                     | Modifica les dades a Wikidata |
|        | serrat de la Mola                  | Montferrer i Castellbò                   | serra        |         | 42° 22′ 49″ N, 1° 24′ 36″ E / 42.38036667°N,1.40998056°E 1100 msnm   |           |                     | Modifica les dades a Wikidata |
|        | serrat de la Mua                   | Montferrer i Castellbò                   | serra        |         | 42° 23′ 46″ N, 1° 17′ 38″ E / 42.3961°N,1.29384°E 1679.8 msnm        |           |                     | Modifica les dades a Wikidata |
|        | serrat de les Cabanelles           | Montferrer i Castellbò                   | serra        |         | 42° 24′ 11″ N, 1° 22′ 38″ E / 42.40308056°N,1.37721667°E 1897.2 msnm |           |                     | Modifica les dades a Wikidata |
|        | serrat de les Planes               | Montferrer i Castellbò                   | serra        |         | 42° 24′ 28″ N, 1° 17′ 48″ E / 42.40778056°N,1.29660556°E 1733.7 msnm |           |                     | Modifica les dades a Wikidata |
|        | serrat de les Solanes              | Montferrer i Castellbò                   | serra        |         | 42° 24′ 09″ N, 1° 21′ 23″ E / 42.40262333°N,1.35641944°E 1376.9 msnm |           |                     | Modifica les dades a Wikidata |
|        | serrat del Camp                    | Montferrer i Castellbò                   | serra        |         | 42° 20′ 36″ N, 1° 22′ 54″ E / 42.3432°N,1.38168°E 981.8 msnm         |           |                     | Modifica les dades a Wikidata |
|        | serrat del Coll Xerigot            | Montferrer i Castellbò                   | serra        |         | 42° 24′ 18″ N, 1° 15′ 29″ E / 42.4049°N,1.25796°E 1893.8 msnm        |           |                     | Modifica les dades a Wikidata |
|        | serrat del Molí                    | Montferrer i Castellbò la Seu d'Urgell   | serra        |         | 42° 21′ 05″ N, 1° 25′ 54″ E / 42.3514°N,1.43179°E 775.9 msnm         |           |                     | Modifica les dades a Wikidata |
|        | serrat del Pui                     | Montferrer i Castellbò                   | serra        |         | 42° 23′ 37″ N, 1° 25′ 30″ E / 42.39364444°N,1.42508889°E 1462.9 msnm |           |                     | Modifica les dades a Wikidata |
|        | serrat dels Orris                  | Montferrer i Castellbò                   | serra        |         | 42° 23′ 33″ N, 1° 17′ 16″ E / 42.3924°N,1.28765°E 1702.6 msnm        |           |                     | Modifica les dades a Wikidata |

## torre de defensa
| imatge | Nom                   | Ubicat a               | instància de             | Detalls                     | coordenades                                                                                | Protecció                                            | Commons (més fotos)   | Dades a WD                    |
| ------ | --------------------- | ---------------------- | ------------------------ | --------------------------- | ------------------------------------------------------------------------------------------ | ---------------------------------------------------- | --------------------- | ----------------------------- |
|        | Colomer de Cal Gració | Montferrer i Castellbò | torre de defensa         |                             | 42° 22′ 30″ N, 1° 21′ 31″ E / 42.3748625450214°N,1.35857352624103°E 833 msnm               |                                                      |                       | Modifica les dades a Wikidata |
|        | Colomer de Cal Pau    | Montferrer i Castellbò | torre de defensa         |                             | 42° 22′ 35″ N, 1° 21′ 24″ E / 42.376305°N,1.356802°E 847 msnm                              |                                                      |                       | Modifica les dades a Wikidata |
|        | Colomer de Carmeniu   | Montferrer i Castellbò | torre de defensa         |                             | 42° 22′ 08″ N, 1° 20′ 13″ E / 42.368821873081°N,1.3368583559194°E 1132 msnm                |                                                      |                       | Modifica les dades a Wikidata |
|        | Torres Colomers       | Montferrer i Castellbò | torre de defensa colomar | Estil: arquitectura popular | 42° 22′ 30″ N, 1° 21′ 31″ E / 42.374869°N,1.358521°E ca:Als voltants de Castellbó 830 msnm | bé d'interès cultural bé cultural d'interès nacional | Colomers de Castellbò | Modifica les dades a Wikidata |
|        | torrota dels Moros    | Montferrer i Castellbò | torre de defensa         |                             | 42° 22′ 27″ N, 1° 22′ 27″ E / 42.374093°N,1.374101°E 1068 msnm                             |                                                      |                       | Modifica les dades a Wikidata |

## vèrtex geodèsic
| imatge | Nom       | Ubicat a               | instància de    | Detalls    | coordenades                                                        | Protecció | Commons (més fotos) | Dades a WD                    |
| ------ | --------- | ---------------------- | --------------- | ---------- | ------------------------------------------------------------------ | --------- | ------------------- | ----------------------------- |
|        | Agudes    | Montferrer i Castellbò | vèrtex geodèsic | Alt: 1.2m  | 42° 21′ 00″ N, 1° 20′ 21″ E / 42.349933°N,1.339077°E 1558.201 msnm |           |                     | Modifica les dades a Wikidata |
|        | Cal Roger | Montferrer i Castellbò | vèrtex geodèsic | Alt: 1.17m | 42° 24′ 19″ N, 1° 24′ 47″ E / 42.405255°N,1.413018°E 1756.671 msnm |           |                     | Modifica les dades a Wikidata |
|        | Solanell  | Montferrer i Castellbò | vèrtex geodèsic | Alt: 1.2m  | 42° 26′ 07″ N, 1° 20′ 18″ E / 42.435366°N,1.338248°E 2020.125 msnm |           |                     | Modifica les dades a Wikidata |

## Misc
| imatge | Nom                                         | Ubicat a                                                          | instància de                       | Detalls                                             | coordenades                                                                                               | Protecció                   | Commons (més fotos)      | Dades a WD                    |
| ------ | ------------------------------------------- | ----------------------------------------------------------------- | ---------------------------------- | --------------------------------------------------- | --- | --------------------------- | ------------------------ | ----------------------------- |
|        | Aeroport de la Seu d'Urgell                 | Montferrer i Castellbò                                            | aeroport                           | 1982 Anomenat per: Andorra Pirineus la Seu d'Urgell | 42° 20′ 19″ N, 1° 24′ 33″ E / 42.338612°N,1.409167°E 802 2630 msnm                                        |                             | La Seu d'Urgell Airport  | Modifica les dades a Wikidata |
|        | Campmajor                                   | Montferrer i Castellbò                                            | despoblat                          |                                                     | 42° 23′ 33″ N, 1° 25′ 14″ E / 42.392607°N,1.42049°E                                                       |                             |                          | Modifica les dades a Wikidata |
|        | Carrer Clos de Vilamitjana                  | Montferrer i Castellbò                                            | carrer                             | Estil: arquitectura popular                         | 42° 20′ 55″ N, 1° 22′ 44″ E / 42.348589°N,1.37899°E                                                       | bé cultural d'interès local |                          | Modifica les dades a Wikidata |
|        | Molí d'en Joan                              | Montferrer i Castellbò                                            | molí d'aigua                       |                                                     | 42° 23′ 53″ N, 1° 19′ 36″ E / 42.3980768570959°N,1.3266450649817°E                                        |                             |                          | Modifica les dades a Wikidata |
|        | Montferrer Industrial                       | Montferrer i Castellbò                                            | polígon industrial                 |                                                     | 42° 20′ 23″ N, 1° 25′ 17″ E / 42.3397020074155°N,1.42126419436688°E                                       |                             |                          | Modifica les dades a Wikidata |
|        | Portada de Sant Magí de Guils del Cantó     | Montferrer i Castellbò                                            | portal                             | Estil: arquitectura gòtica                          | 42° 20′ 44″ N, 1° 16′ 59″ E / 42.34557°N,1.28293°E                                                        | bé cultural d'interès local |                          | Modifica les dades a Wikidata |
|        | Sant Joan de l'Erm                          | Montferrer i Castellbò                                            | estació d'esquí                    |                                                     | 42° 25′ 04″ N, 1° 17′ 14″ E / 42.417722°N,1.287284°E 1720 msnm                                            |                             | Sant Joan de l'Erm       | Modifica les dades a Wikidata |
|        | Segre                                       | Catalunya Pirineus Orientals                                      | riu curs d'aigua riu aurífer       | Desemboca: Ebre Llarg: 265km Conca: 22400km²        | 42° 24′ 09″ N, 2° 06′ 30″ E / 42.4025°N,2.1084°E 41° 21′ 48″ N, 0° 18′ 16″ E / 41.3633°N,0.3044°E         |                             | Segre River              | Modifica les dades a Wikidata |
|        | Vall de Castellbò                           | Montferrer i Castellbò                                            | vall                               |                                                     | 42° 22′ 30″ N, 1° 21′ 21″ E / 42.375°N,1.355833°E                                                         |                             |                          | Modifica les dades a Wikidata |
|        | Vila i Vall de Castellbò                    | Montferrer i Castellbò                                            | entitat municipal descentralitzada | 197 hab                                             | 42° 22′ 30″ N, 1° 21′ 22″ E / 42.37500556°N,1.35598056°E                                                  |                             |                          | Modifica les dades a Wikidata |
|        | bosc del Tossal                             | Montferrer i Castellbò                                            | bosc                               |                                                     | 42° 23′ 00″ N, 1° 17′ 19″ E / 42.38328333°N,1.28855°E                                                     |                             |                          | Modifica les dades a Wikidata |
|        | casa consistorial de Montferrer i Castellbò | Montferrer i Castellbò                                            | casa consistorial                  |                                                     | 42° 20′ 47″ N, 1° 25′ 27″ E / 42.3464008°N,1.4242266°E                                                    |                             |                          | Modifica les dades a Wikidata |
|        | creu de Pal de Castellbò                    | Montferrer i Castellbò                                            | creu de terme                      | Estil: historicisme arquitectònic 20th century      | 42° 22′ 24″ N, 1° 21′ 34″ E / 42.373417°N,1.359524°E ca:Entrada població venint d'Adrall 805 msnm         | bé cultural d'interès local | Creu de Pal de Castellbò | Modifica les dades a Wikidata |
|        | dolmen de la Cabana dels Moros              | Montferrer i Castellbò                                            | dolmen                             |                                                     | 42° 21′ 17″ N, 1° 19′ 54″ E / 42.3546360925152°N,1.3317808296863°E                                        |                             |                          | Modifica les dades a Wikidata |
|        | lo Forcat                                   | Montferrer i Castellbò                                            | cova                               |                                                     | 42° 25′ 21″ N, 1° 19′ 27″ E / 42.4224633990982°N,1.32412468548708°E                                       |                             |                          | Modifica les dades a Wikidata |
|        | port del Cantó                              | Montferrer i Castellbò Soriguera                                  | collada port de muntanya           | Hi passa: N-260                                     | 42° 22′ 13″ N, 1° 14′ 11″ E / 42.370142°N,1.236468°E 1718 msnm                                            |                             | Port del Cantó           | Modifica les dades a Wikidata |
|        | riu de Santa Magdalena                      | Farrera les Valls de Valira Montferrer i Castellbò Llavorsí Rialb | curs d'aigua                       | Desemboca: Noguera Pallaresa Conca: 109.8km²        | 42° 30′ 05″ N, 1° 19′ 49″ E / 42.501494°N,1.330232°E 42° 28′ 01″ N, 1° 11′ 57″ E / 42.466955°N,1.199188°E |                             | Riu de Santa Magdalena   | Modifica les dades a Wikidata |